# Solothurn
Solothurn (franciául: Soleure, olaszul: Soletta, rétorománul: Soloturn, latinul: Salodurum) egy svájci város, az azonos nevű kanton székhelye. A város önmagában egy kerületet is alkot, melynek neve ugyancsak Solothurn.
A „legszebb svájci barokk városnak”, a „követek városának” és „Szent Ursus városának” is nevezett település óvárosa 1520 és 1790 között nyerte el mai formáját, amelyben több korszak építészeti stílusa is megtalálható.

## Földrajz
Solothurn az Aare folyó két partján, a Jura déli lábánál 430 méteres tengerszint feletti magasságban fekszik. Területe 6,29 km², ennek 22,6%-a mezőgazdasági terület, 2,7%-a erdősített és 69,6% beépített.
A várostól mintegy 5 kilométerre északra magasodik Solothurn hegye, a Weissenstein (1395 m), amelyre csak 2009 óta lehet drótkötélpályás felvonóval feljutni. A településtől északkeletre torkollik az Aare folyóba az Emme.
Topográfiai kutatások kimutatták, hogy az óváros a Rhône-gleccser egyik végmorénáján fekszik, amely a Würm-glaciális idejében keletkezett.

### Szomszédos települések
Solothurn szomszédai:
- nyugaton: Bellach
- északon: Langendorf, Rüttenen
- keleten: Feldbrunnen-St. Niklaus
- délen: Zuchwil, Biberist

### Éghajlat
Solothurn kontinentális éghajlati övezetben fekszik. Ennek ellenére, mivel az Aare folyó és a Jura-hegység közé ékelődik, gyakran ködfelhőbe burkolózik a település és környéke.
| Hónap                                                                             | Jan. | Feb. | Már. | Ápr. | Máj. | Jún. | Júl. | Aug. | Szep. | Okt. | Nov. | Dec. | Év   |
| --------------------------------------------------------------------------------- | ---- | ---- | ---- | ---- | ---- | ---- | ---- | ---- | ----- | ---- | ---- | ---- | ---- |
| Átlagos max. hőmérséklet (°C)                                                     | 2,0  | 4,0  | 9,0  | 14,0 | 18,0 | 21,0 | 23,0 | 22,0 | 19,0  | 13,0 | 7,0  | 3,0  | 13,0 |
| Átlagos min. hőmérséklet (°C)                                                     | −4,0 | −3,0 | 0,0  | 4,0  | 8,0  | 11,0 | 13,0 | 13,0 | 10,0  | 5,0  | 1,0  | −2,0 | 4,7  |
| Havi napsütéses órák száma                                                        | 2    | 3    | 5    | 6    | 7    | 7    | 8    | 7    | 6     | 4    | 2    | 2    | 59   |
| Forrás: http://www.holidaycheck.ch/klima-wetter_Solothurn-ebene_oid-id_14174.html |      |      |      |      |      |      |      |      |       |      |      |      |      |

## Történelem

### Első települések
Az óváros nyugati területén végzett 1962-1963-as és 1986-os ásatások során egy középső kőkorszaki település maradványait tárták fel. A Rhône-gleccser segítségével létrejött síkság kedvező körülményeket biztosított egy nomád életmódot folytató közösségnek, amely az újkőkorszak idejére azonban elhagyta ezt a pihenőhelyet.
Bronzkori, prerómai vaskori és a La Tène korszakbeli leletek alig találhatóak Solothurn területén. Ez alól csak a haeduusok fémpénzei képeznek kivételt. Annak ellenére, hogy a város neve vicus Salodurum formában már Kr. u. 219-ben a kelta lóistenség, Epona oltárán is feltűnik, régészeti kutatások eddig még nem igazolták egy kelta település meglétét.

### Római kor

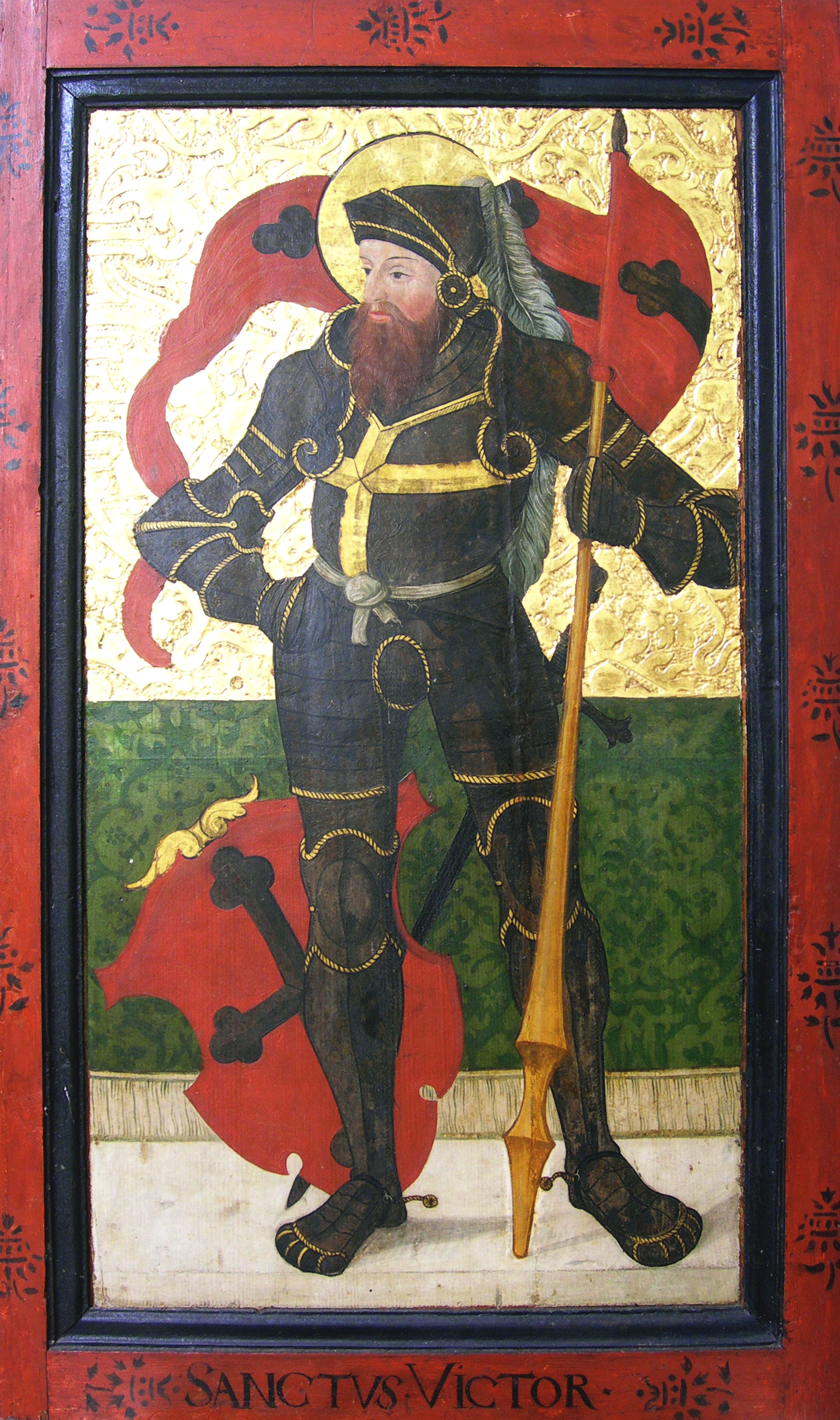
Szent Victor egy oltáron (Blumenstein Történeti Múzeum)

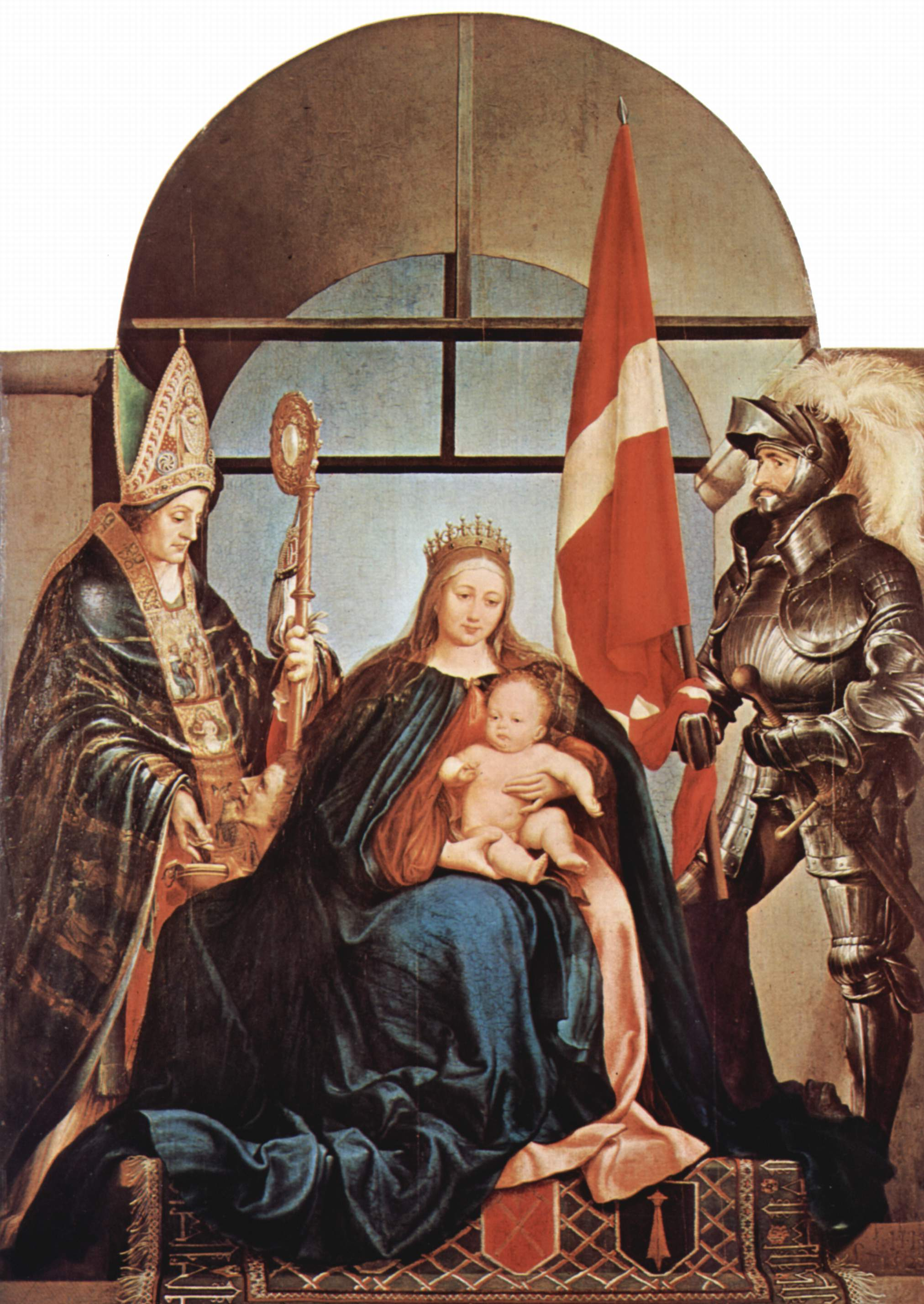
Szent Ursus (jobbra) ifj. Hans Holbein Solothurni Madonna című oltárképén (Solothurni Művészeti Múzeum)

A római települést Tiberius római császár idején Kr. u. 30 körül alapíthatták, amelynek köze lehet az Aventicum-Vindonissa (Avenches-Windisch) útvonalon épített hídhoz, és egy, az Aare folyón való hajózást megkönnyítő kis kikötő építéséhez is. A folyópart keménysége kiváló feltételeket biztosított egy híd és egy kikötő megépítésére. Kutatók a város nevének eredetét is erre vezetik vissza, ugyanis a pre-kelta sal (víz, hullám) és a kelta duron (ajtó, kapu) szavakból kialakuló „Vízikapu” megnevezés megfelel a hely adottságainak. Ezt a kelta megnevezést vette át a gall-római kultúra az újonnan létesített településhez, így lett az Salodurum.
Számos fennmaradt vagy dokumentált kőfeliratnak köszönhetően tudjuk, hogy Salodurum települést egy előljároság („magistri”) vezette. A településen egy, a császári kultuszt felügyelő hatfős kollégium, egy Jupiter- és egy Apollo-templom is volt, amelyek mellett Epona kultusza is elterjedt volt. A feliratok többségét 1762-ben, a Szent Ursus-székesegyház újjáépítésekor, a régi templom alapjain találták. Ezeket ma a Solothurni Kőmúzeum őrzi.
A 3. század végéről keveset tudunk Salodurumra vonatkozólag, de a szomszédos római kori villák leleteiből kiderül, hogy gazdasági nehézségek és népességcsökkenés következhetett be. Nagy Konstantin uralkodásának idején a település maradéka egy castrum része lett. A 2-3 méteres vastagságú erődfalak által körülhatárolt 1,3 hektáros terület csak töredéke volt a korábbi településnek, amelynek maradványai, oszlopai a castrum alapjait erősítették.
A késő ókor idején, a castrumtól északra, Szent István tiszteletére szentelték fel a város első templomát. A legenda szerint 300 után a Thébai Légió két megkeresztelkedett legionáriusát, Ursust és Victort ezen a helyen fejezték le. Róluk kapta nevét a helyi székesegyház is. Egyes források szerint az 5. században Victor földi maradványait Sedeleuba burgundi hercegnő Genfbe vitette, így Szent Ursus kultusza vált erősebbé Solothurn életében. Az Usus-relikviák 1519-es megtalálásakor újra feléledt, azonban a templomban jelenleg is őrzött Victor-relikvia eredete ismeretlen.

### Karolingok és Zähringerek kora

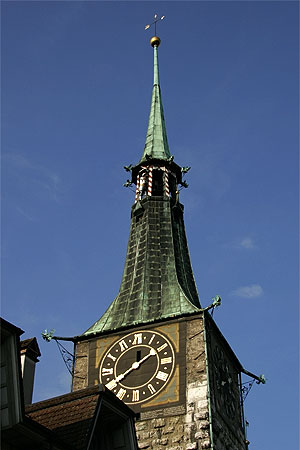
A Zeitglockenturm (Időharang torony, ritkában: Vörös torony) a középkori vár egyetlen megmaradt építménye. 1150 körül, a Zähringerek idején épült

A 8. és 9. században Solothurn közigazgatásilag Waldgauhoz (ma Waadt kanton) tartozott, mely a Karolingok vezette Frank Birodalom része volt. Az első ismert solothurni érméket Gyermek Lajos keleti karoling uralkodó idején (900-911) verték. 932-ben Bertha, burgundiai hercegnő, II. Róbert francia király második felesége a mai Szent-Ursus székesegyház helyén egy apátságot alapított. Ekkor történt a város első bővítése a castrumtól keleti irányba.
A 11. században, az utolsó burgundi királyok uralkodása idején Solothurn több alkalommal is a Német-római Császárság országgyűlésnek a helyszíne volt. Emellett a Stefanskapelle (István-kápolna) koronázó templomként is működött.
Rajnai Rudolf halála után, 1080-ban új nemesi családok érkeztek a vidékre. Közülük a legjelentősebb a Zähringer család (Zähringeniek) volt, akik nem csak olyan új városokat alapítottak mint Bern és Freiburg (Fribourg), hanem számos meglévőt, köztük Solothurnt is, kibővítettek.

### Solothurn szabad várossá válik
1218-ban, az utolsó utód nélküli Zähringer halála után Solothurn, akárcsak Bern, II. Frigyes német-római császártól szabad birodalmi város státust kapott (Freie Reichstadt). A hatalmat ettől kezdve a városbíró (Schultheiß) birtokolta. A továbbiakban bővülő szabadságjogok anyagilag is megerősítették várost, ami lehetővé tette a városfalak megerősítését és a település szépítését. Feljegyzések már 1230-ban megemlítik a folyótól délre létrejött külvárost, illetve 1296-ban az Aare-hidat. 1280-ban ferences szerzetesek telepednek le a városban, és 1299-re befejezték templomuk építését is. Ekkortájt épült fel a mai Szent Ursus-székesegyház elődje is. A gótikus stílusban épült templomot 1294-ben szentelték fel, tornyai azonban az 1356-os bázeli földrengés áldozatává váltak.

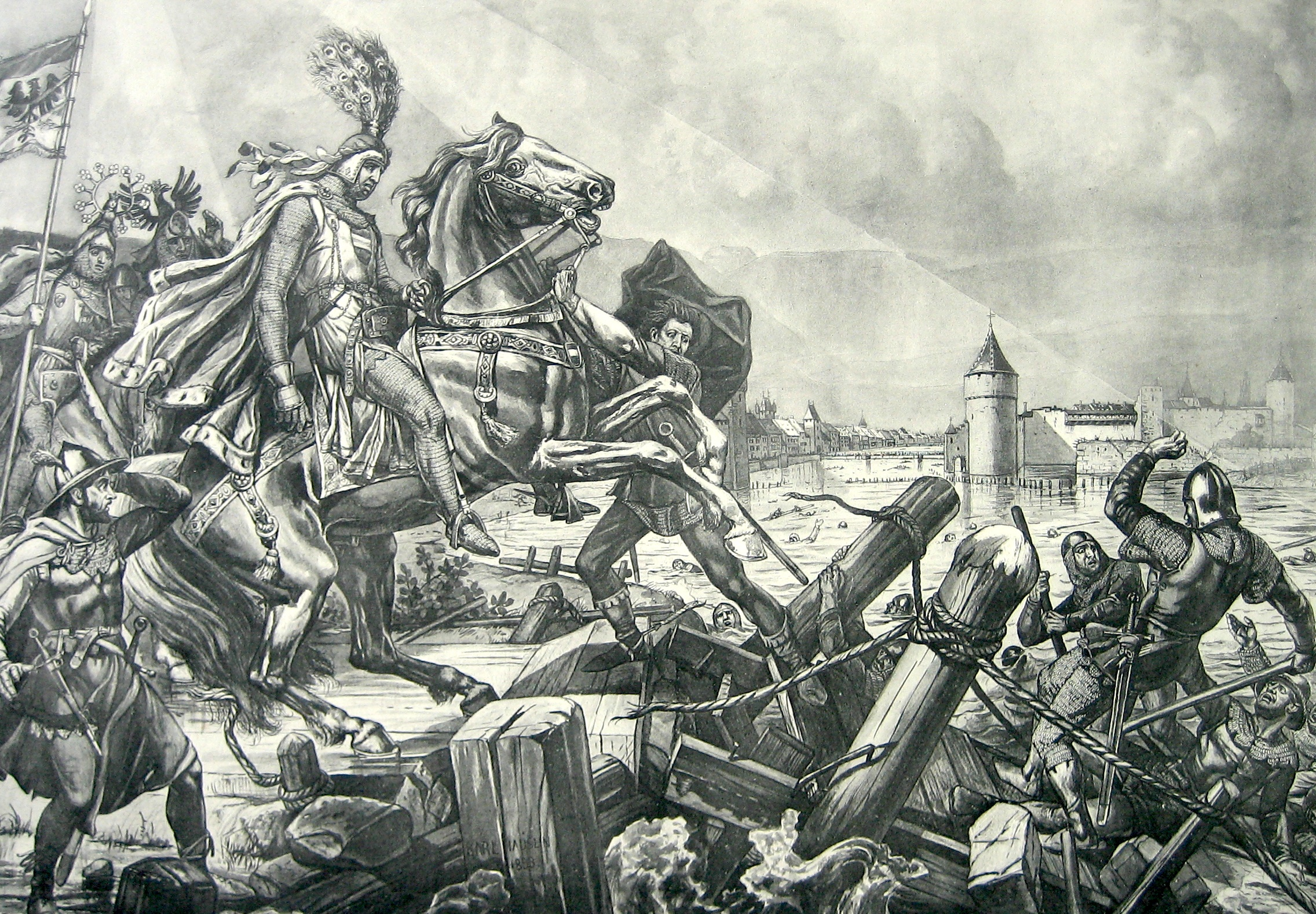
Solothurn 1318-as ostroma. (Karl Jauslin festménye)

A 13. század a szabad birodalmi városok számára nem csak fellendülést, hanem nehézségeket is hozott. 1276-ban a várost Habsburg Rudolf császár újra megerősítette kiváltságaiban, ennek ellenére mégsem nőtt a gazdasági és politikai súlya, és mindinkább elmaradt a délen erősödő Berntől. Így Solothurn is csakhamar szövetségesek után kellett nézzen: néhány kolostorral (köztük a luzerni St. Urban kolostorral is) megkötött szerződés után sikerült a Berni Szövetséget is létrehozni, mely a város jövője szempontjából igen fontos volt. A közép-svájci államszövetség tagjai, akárcsak Solothurn és Bern is nem voltak hajlandóak III. (Szép) Frigyest uralkodójuknak elismerni. Az 1315-ös morgarteni csatában való részvétel miatt I. Lipót, III. Frigyes testvére ostrom alá vette Solothurnt. Az ostromlókat csak 400 berni katona segítségével sikerült visszaverni. Solothurn nagyobb feudális birtokokra nem tudott szert tenni, mivel kereskedelem hiányában szűkösek voltak anyagi forrásai, és terjeszkedése a gyarapodó szövetséges, Bern birtokaiba ütközött.

### Belépés az Államszövetségbe
1393-ban Solothurn is aláírta Sempachi Levelet (Sempacherbrief) – amely az újonnan létrejövő szövetség katonai rendtartása volt -, és részt vett a Régi Konföderáció hadjárataiban és csatáiban. Ennek ellenére csak 1481-ben vált teljes jogú tagjává a szövetségnek, ugyanis korábbi tagok (főképp Bern) 1411-ben és 1459-ben is megvétózta Solothurn csatlakozását. Az újonnan létrejövő államalakulatban Solothurn jelentősége azzal is megnőtt, hogy a francia követ itt rendezte be székhelyét.

### Az új kanton terjeszkedése
A középkori Solothurn a Rüttenen, Feldbrunnen-St. Niklaus, nyugati Riedholz, Oberdorf, Langendorf, Bellach, Zuchwil, Luterbach, Biberist, Lohn, Derendingen és Messen települések fölött uralkodott. 1362-ben Unterleberberg, 1389-ben Grenchen és Bettlach, majd 1391-ben Bucheggberg is a város oltalma alá került. 1402 és 1427 között egy második terjeszkedési szakaszban Thal és Gäu kerületek, illetve Olten városa is Solothurnhoz került. Utóbbit Bázel adta zálogba, majd 1532-ben 1800 guldenért végleg megvásárolták. A gösgeni uradalom 1458-ban vált solothurni tulajdonná. Wasseramt megvásárlásával (1466), majd Dorneck és Thierstein 16. század eleji meghódításával a kanton elnyerte mai formáját.

### 15. századi városkép
A hadviselés újításai miatt Solothurn védelmét is meg kellett erősíteni. Így 1453-ban elkezdődött egy kör alakú fal építése a Bázeli kaputól északra. 1454-ben a várfal a szögletes alaprajzú Nydeck toronnyal (vagy Riedholz torony), majd 1462-ben a Görbe toronnyal (Krummturm) egészült ki. Az 1480-as évek végére több kaput (Hürlig kapu, belső Berni kapu) is megerősítettek, később megépült a kör alaprajzú Bázeli kapu (1504-1508 között), a Burris torony (1534) és az új Riedholzi torony (1548). 1467-től megkezdődtek a városháza újjáépítési munkálatai. Ezt 1711-ben egy keletre néző, két toronnyal ellátott homlokzattal fejezték be. A Zeitglockenturmot 1545-ben egy csillagászati órával szerelték fel, amelyet a winterthuri Laurentius Liechti készített.
1418-as átutazásakor V. Márton pápa engedélyét adta az elővárosban megépítendő kórházhoz (Bürgerspital, magyarul: polgári kórház) és a hozzá tartozó kápolnához. A városkép meghatározó elemei a különböző alakokat ábrázoló kutak (Szent Ursus, Szent György, Szent Mór, Sámson, Justitia), amelyek a 16. században készültek.
|  | A Stumpf-krónika képének magyarázata: a felismerhető építmények között találjuk a mai Zeitglockenturmot, a városházát, a Bázeli kaput, a Burris tornyot és a Görbe tornyot. Már nem létező épületek: a régi Szent Ursus-székesegyház, a két Berni kapu, a délnyugati sarok György tornya és az északkeleti sarok Nydeck-Lőpor tornya (melyet 1546-ban egy villámcsapás okozta robbanás semmisített meg, és átmenetileg a Riedholz toronnyal helyettesítettek). A 17. század során ugyancsak bontásra ítéltetett a Péter torony, és a 19. században pedig a Hürlig torony, az Aaretól délre. Az északi erődfal három őrtornya viszont megmaradt. A kép készítésének idején a városban nem létezett piactér, a mai Temető tér (Friedhofplatz) azonban jól felismerhető. A folyótól délre eső „Schänzli” városrész mellett húzódó várárok évszázadokig vízzel volt feltöltve, amit az északi várfalnál nem sikerült teljes mértékben megvalósítani. |

### Reformáció és vallásháborúk

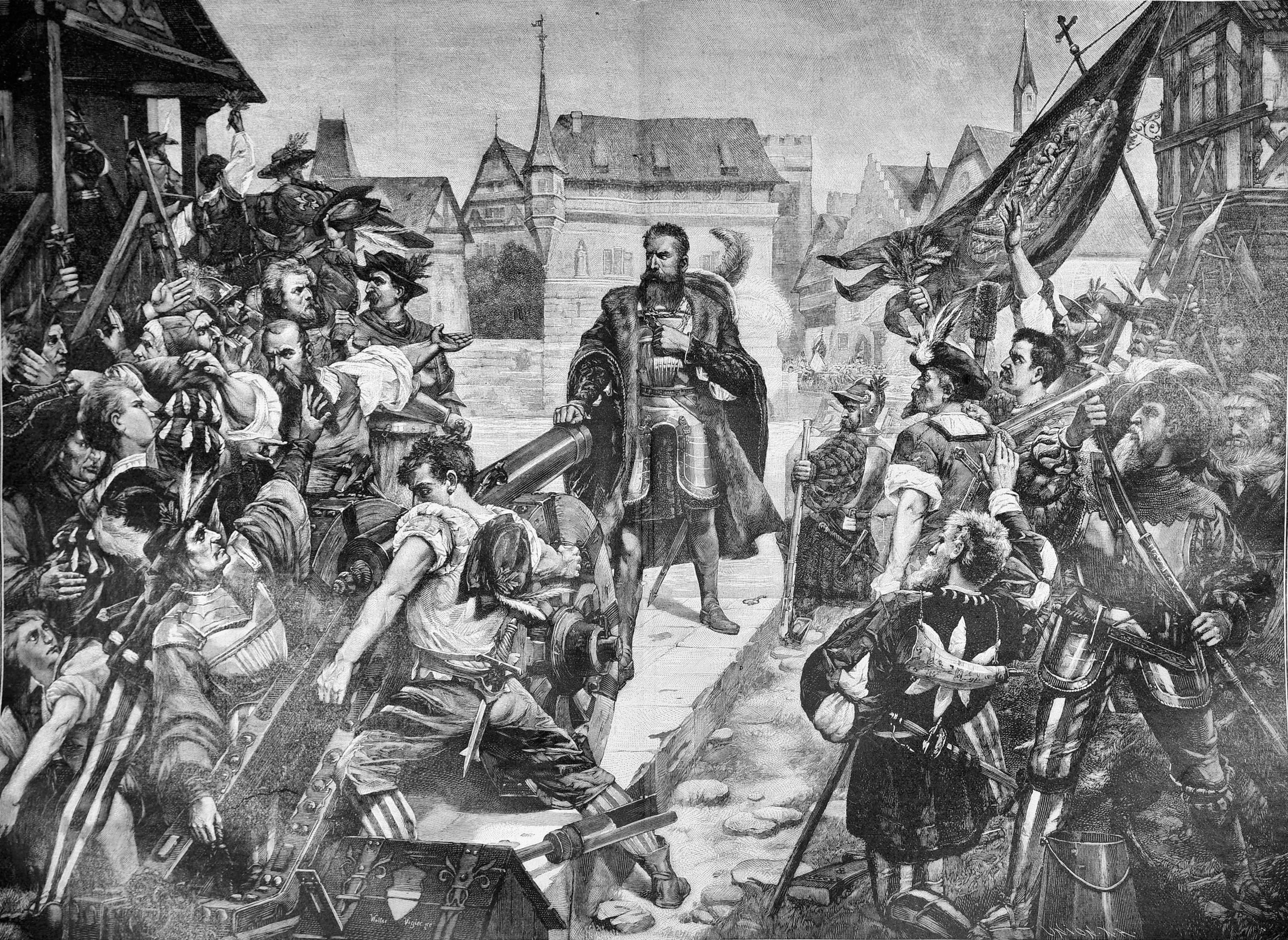
Wengi városbíró megakadályozza a felekezetek közötti vérontást. („Die Gartenlaube”, 1894)

1519 és 1533 között a reformáció megosztotta a város lakóit: a ferencesek templomában egy ideig még a berni prédikátor, Berchtold Haller is hirdette az új tanokat. A reformátusok későbbi felkelésekor a vérontást Niklaus von Wengi városbíró közbenjárásával sikerült csak megfékezni. Végül Solothurn katolikus maradt. Ekkoriban épült a városfal nyugati, illetve keleti oldalán a két masszív bástya, a Burris és a Riedholz torony is.
1530 és 1792 között itt rendezte be svájci hivatalát a francia követség, ezért is nevezik a várost a „követek városának”.
A Protestáns Unió 1608-as és a Katolikus Liga 1609-es megalakulásával szabaddá vált az út egy vallásháborúhoz, ami 1618-ban kezdődött, és a harmincéves háború néven vált ismertté. Nem véletlen, hogy Solothurnban ekkor kezdték el a régi fegyverházat (Altes Zeughaus) is építeni.

#### Solothurn ősisége

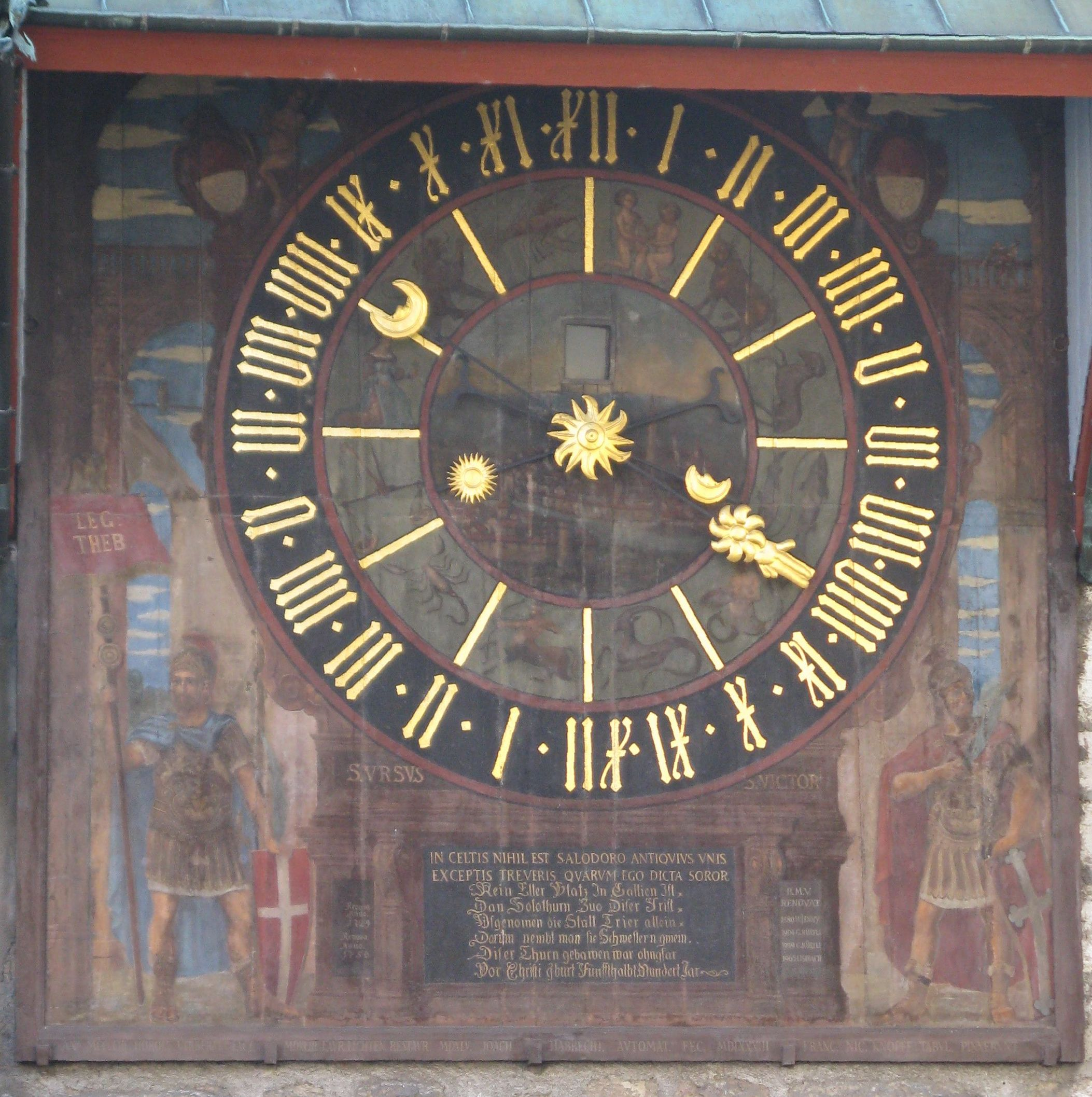
A csillagászati óra és felirata

A középkori polgárok fontosnak tartották a város római korból való eredeztetését. Erre utal a Zeitglockenturm csillagászati óráján látható, Heinrich Loriti (Glareanus) svájci polihisztortól származó latin nyelvű szöveg is:
| In Celtis nihil est Saloduro antiquius unis/exceptis Treveris, quarum ego dicta soror | (Kelta földön Solothurnnál semmi sem régebbi/kivéve Triert, amelyet nővéremnek hívok) |

Az Alpoktól északra levő keresztény püspökségek egyik legrégebbikének számító Triernek is fontos volt, hogy Rómánál idősebbnek mondhassa magát, ezért alapítását Trebetanak, Ninus asszír király fiának tulajdonította, Róma alapítása előtt körülbelül 1300 évvel. Glareanus kijelentése általánosan elfogadott volt a solothurniak körében, ennek köszönhető az is, hogy egyes 16. századi emlékérmekre a „Salo sub Abrahamo conditum” (vagyis Solothurn Ábrahám idejében építtetett) feliratot verték. Ezt figurázza ki az 1792-ben elhunyt solothurni festő, Franz Michael Schwaller képe is, amelyen a solothurni polgárok a városfalakról szemlélik Istent, amint Ádámot és Évát megteremti.

### A demokratizálódás kora

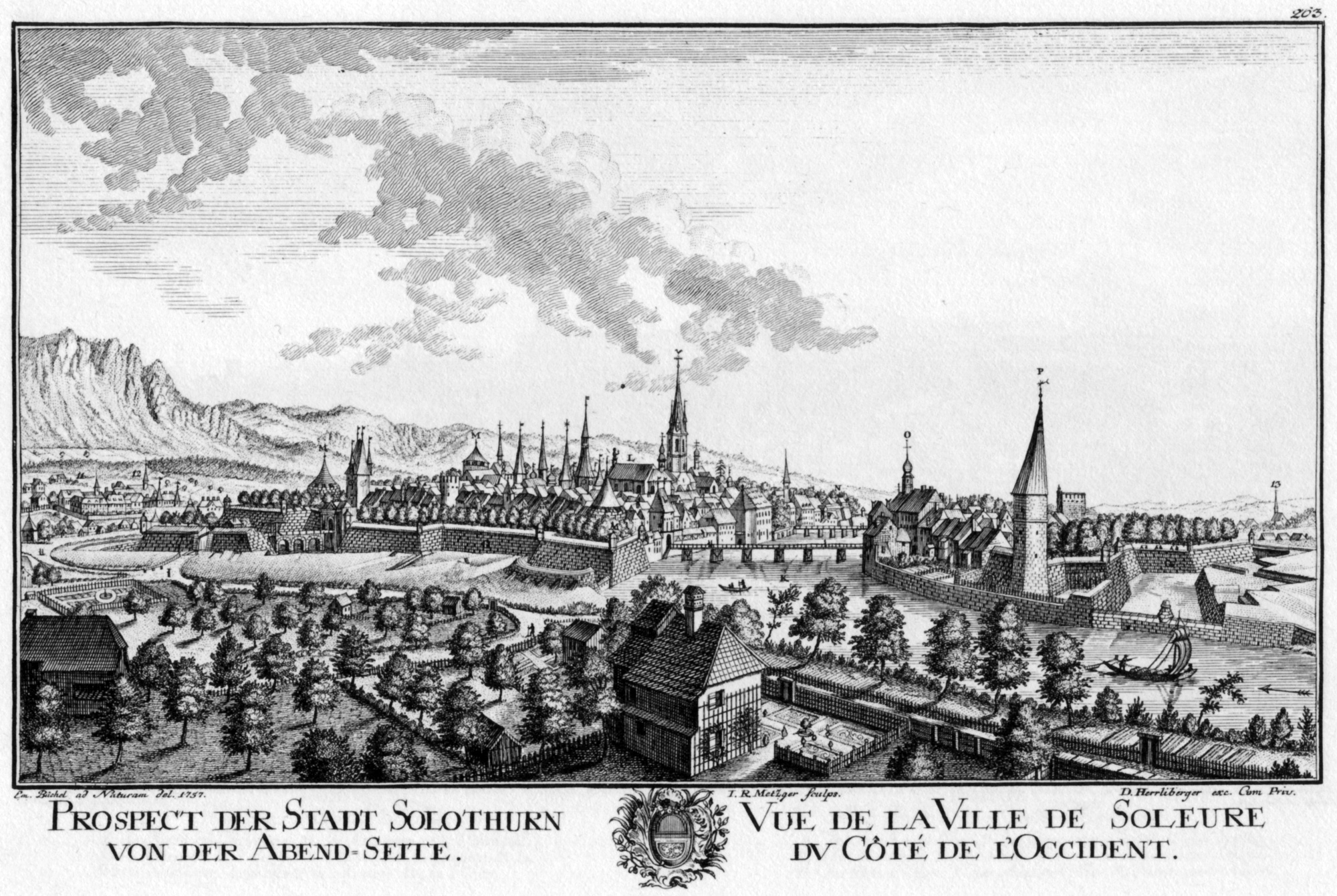
Solothurni látkép („Topographie der Eydgnoßschaft” – David Herrliberger, 1757)

A 19. század kezdetén, a városi arisztokrácia körében elterjedtek a liberális és demokratikus eszmék, amelyek reformokhoz vezettek: a korábban összeolvadt városi és kantoni intézményeket szétválasztották. Így létrejött egy közigazgatásilag független Solothurn kanton és egy Solothurn város, ami az előbbi székhelye is egyúttal.
1828 óta Solothurn a székhelye a Bázeli Püspökségnek is. A Kulturkampfig a Palais Besenval adott otthont az egyházi méltóságnak.
1819-ben takarékpénztárként megkezdte működését a jelenleg is működő Regiobank.
Az iparosításnak köszönhetően 1857-ben Solothurn is csatlakozik a vasúthálózathoz. A Nyugati pályaudvar is ekkor épült fel.
1895-ben megkezdődik a város villamosítása. Az akkori első trafóház ma is áll a St. Niklausstrasse 53. szám alatt.
1800 körül ültették a kapucinusok temploma elé azt a két hársfát, amik a város legidősebb fáinak számítanak.

### Újkor

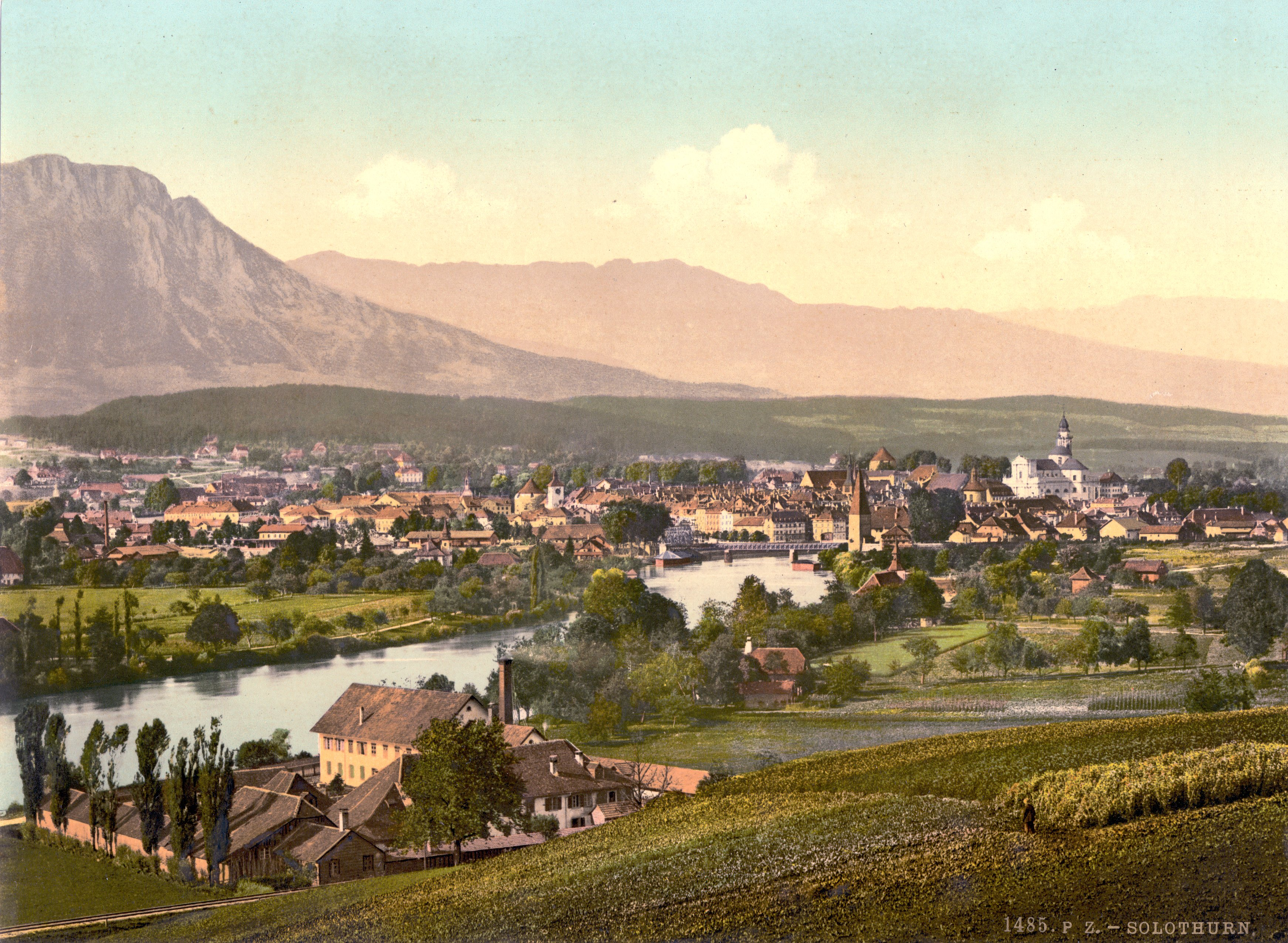
Solothurn 1900 körül

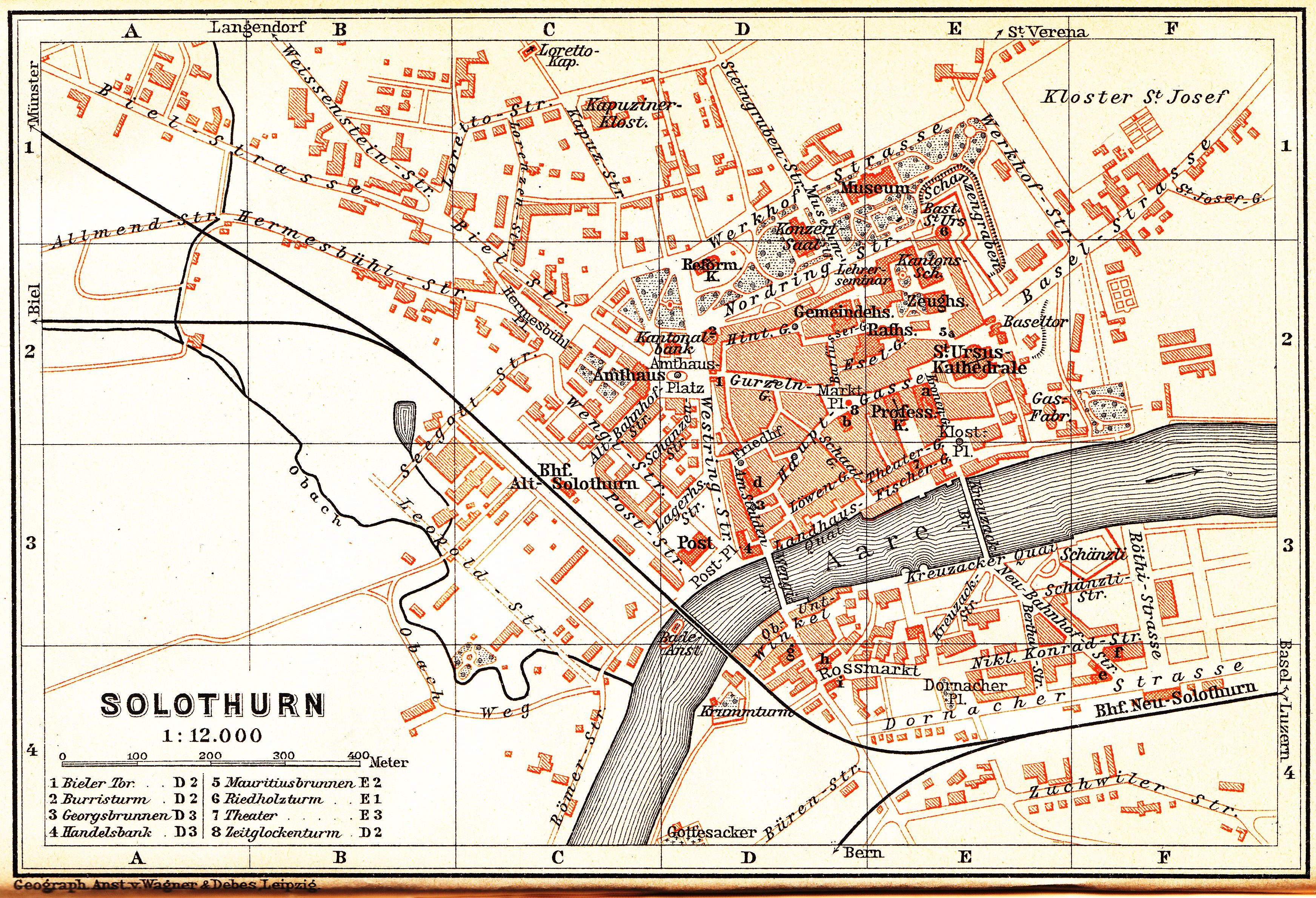
Solothurn térképe 1903 környékéről

- Az ipar fejlődésével vállalkozások sora kezdi meg működését a városban. Solothurnban a valaha létrejött legnagyobb és legismertebb vállalkozás, az Ascom AG 1922-ben (még Autophon AG néven) 15 alkalmazottal kezdte meg működését.
- Az első világháború után a városban megjelentek az első autók, majd 1930-ban már autóbuszok is közlekedtek.
- 1969-ben megnyílt az első pizzéria, mely a bevándorló családok integrációjának első jele volt.
- 1994-ben kialakítottak egy központot a súlyos kábítószerfüggők számára, ahol a betegek „tiszta” szert kaphattak, szakértői felügyelet mellett.
- A lakosság arányosan nőtt az iparosítással: 1850-ben 5000 körüli, 1900-ban 10 000 körüli, napjainkban 15 000 fölötti a létszám

### Városfejlődés

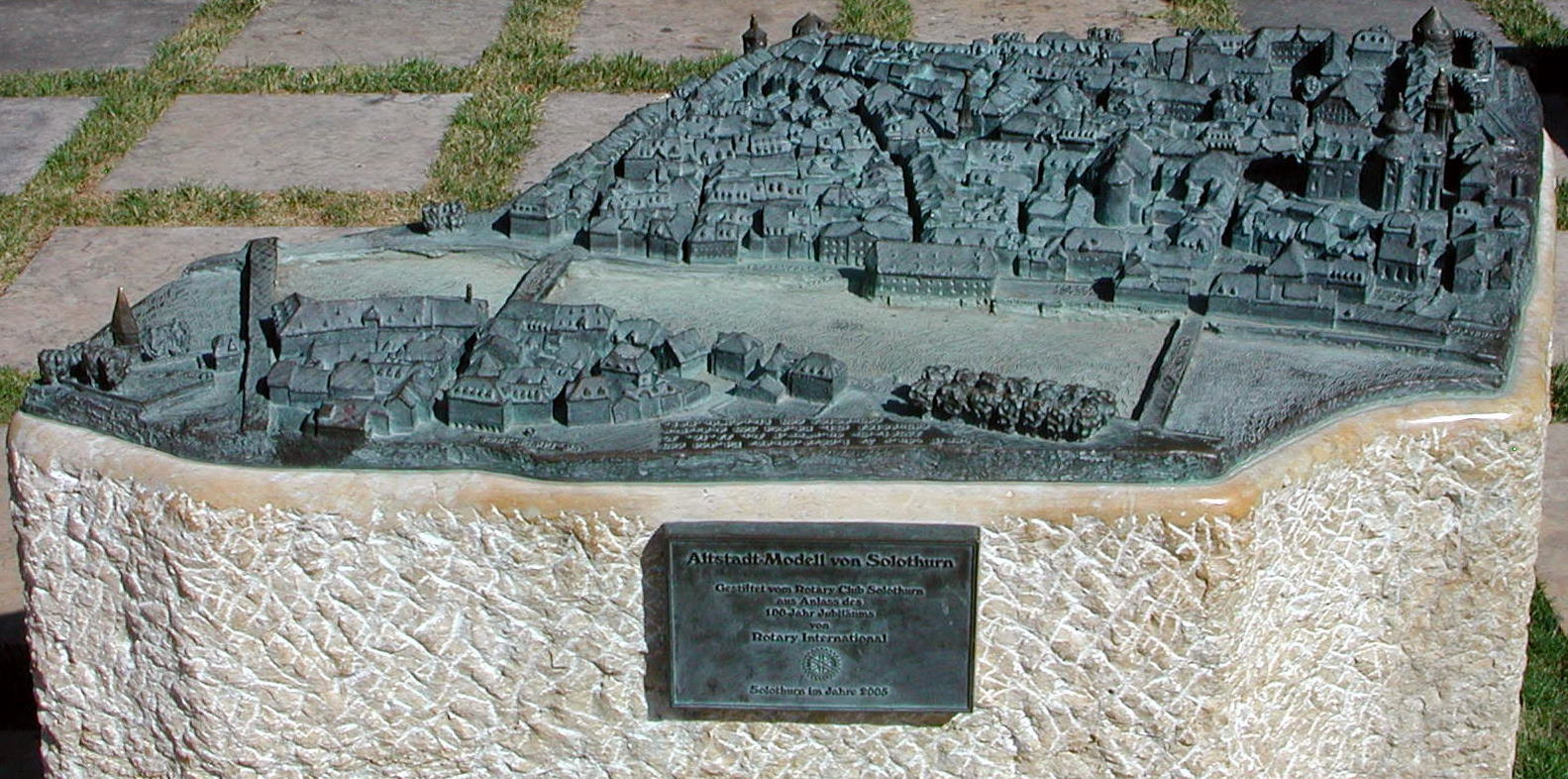
Az Óváros modellje – 2005

Röviddel az 1830-as liberális forradalom után a város polgárai nekiláttak a középkorban és korai újkorban emelt várfalak lerombolásának, amiket az iparosodás, a kereskedelmi fejlődés akadályozóinak véltek. Az akkori falakon kívül csak egynéhány nemesi birtok, parasztgazdaság, illetve egyházi intézmény (mint például a kapucinusok kolostora) volt.
1850 és 1900 között a lakosság száma megduplázódott. L. Wagner 1884-ből származó akvarelljén látható, hogy a város új lakói a település nyugati külterületein kaptak helyet. Ebben a korban, a mai városterület töredékén mintegy 10 ezer ember zsúfolódott össze.
Több negyed átépítésének eredményeként, 1900-tól 1950-ig a városi lakosság száma 16 700-ra nőtt. 1938-ból származik az első városi zónaterv, amelyből kiderül, hogy akkoriban megengedett volt családi-házas környezetben tömbházakat építeni, és a lakó-, illetve ipari övezetek nem voltak egymástól elkülönítve.
1950-től napjainkig a lakosság száma kissé visszaesett. Ezzel ellentétben a lakóterületek kiterjedése nőtt, ami a családi házak számának növekedésével, az ipari és kereskedelmi övezetek kialakulásával magyarázható. Az 1970-es évek elején, a „Brühl Átépítési Tervvel” a város nyugati részét is átrendezték. Ekkor épültek fel a kezdetben ellentmondásosan fogadott Riedmatt-tömbök, a város első tömbházai.

### Az Óváros ma
Egy 2000-ben végzett felmérésből kiderült, hogy abban az évben 1050 személy élt a városnak ezen a részén, ami 1971-hez képest 40%-os visszaesést jelent. Az ingatlanok többségébe kereskedelmi egységek költöztek, melyek jelentős része svájci és nemzetközi üzletláncok helyi képviselete. Az így megszűnt lakóterek hiányát a tetőterek beépítésével egyenlítették ki. A csökkenés a magas bérleti díjaknak is köszönhető. 2011. március 29-én a Fő utca (Hauptgasse) egyik tetőterében tűz ütött ki, ami öt másik házban is károkat okozott.

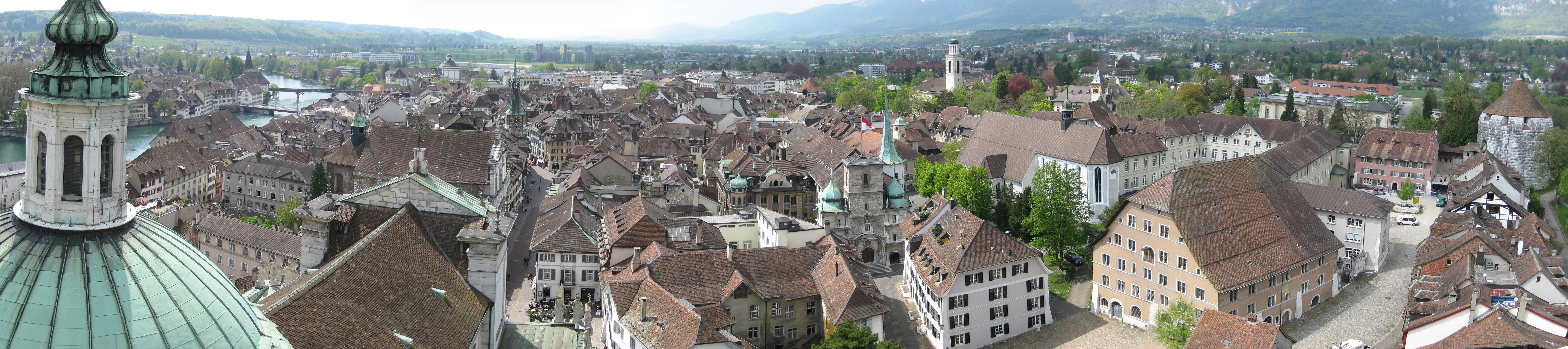
Solothurni látkép

## Népesség
| Év       | 1850 | 1900   | 1950   | 2010   |
| Népesség | 5000 | 10 100 | 16 700 | 16 163 |

Olten után Solothurn a kanton második legnépesebb városa. A solothurni agglomeráció 24 településének 75 359 lakosa volt 2009-ben.

### Vallás
A város hagyományosan katolikus jellegű. Az utóbbi századok belföldi népességmozgásai azonban egy nagyobb református egyházközség létrejöttét is elősegítették. Az 1970-es, 80-as és 90-es évektől muszlimok és buddhisták is érkeztek a városba.
2000-ben a lakosság 35,2%-a római katolikusnak vallotta magát. 29,6% volt a protestánsok, 5,9% a muszlimok és 20,2% a felekezet nélküliek aránya.

### Bevándorlás
A bevándorlók 21,4%-át teszik ki a lakosságnak. Legnépesebb az olasz állampolgárok, az egykori Jugoszlávia területéről származók és a törökök közössége. Rajtuk kívül Srí Lankáról, Thaiföldről, Németországból és Spanyolországból is érkeztek bevándorlók a városba.

## Politika

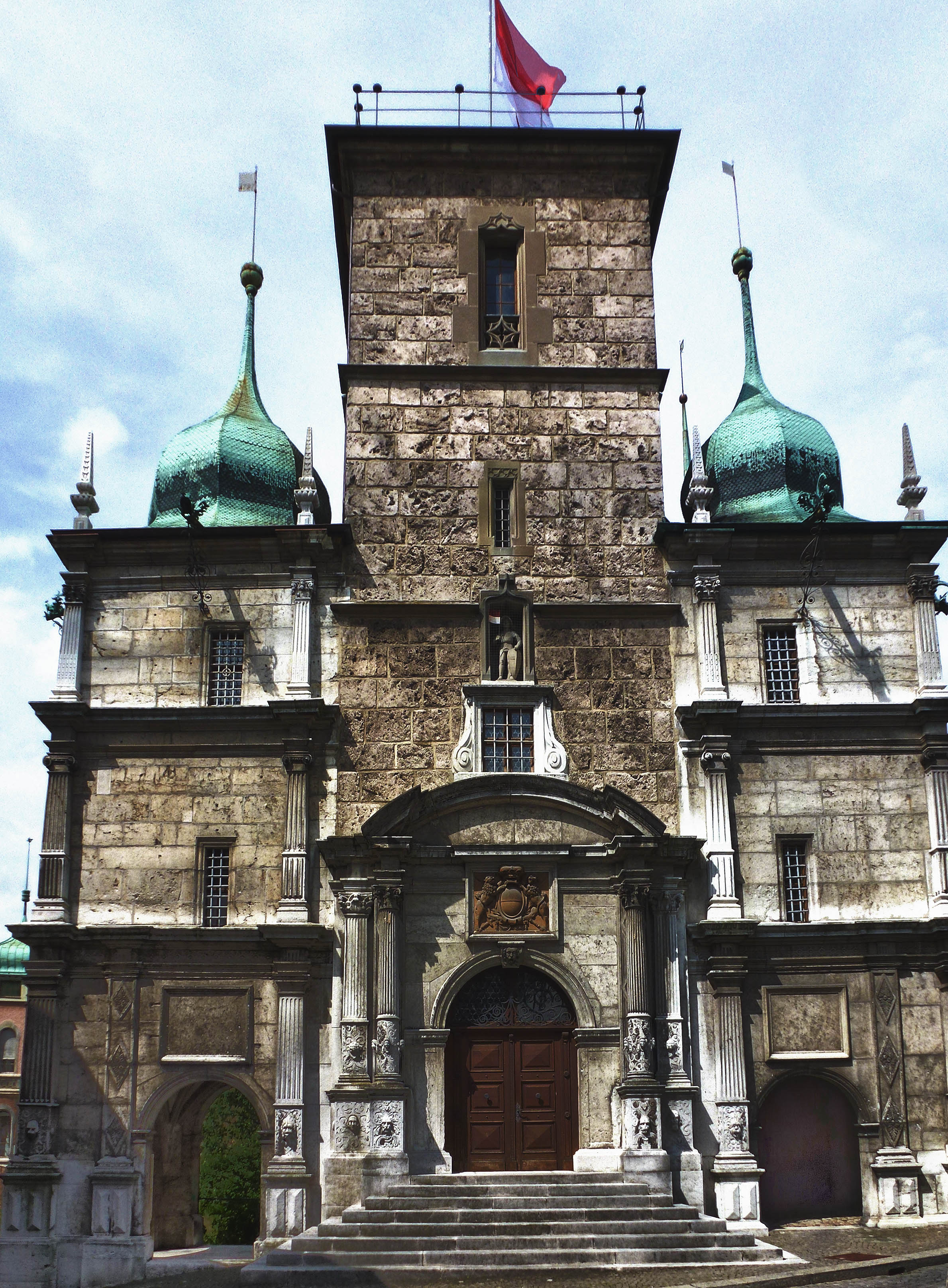
A városháza bejárata. A kantoni tanács székhelye

### Törvényhozás
A város törvényhozó hatósága és legfelsőbb szerve a Közgyűlés (Gemeindeversammlung), ami évente 2-4 alkalommal ülésezik. A város minden szavazójoggal rendelkező polgára tagja a Közgyűlésnek, ennek ellenére csak kevesen látogatják a gyűléseket.

### Végrehajtó hatalom
Az közigazgatással és a végrehajtással a Közösségi Tanács (Gemeinderat) foglalkozik, amely 30 tagból áll, akiket az arányos képviseleti választási rendszer alapján a polgárok választanak meg. Mandátumuk négy évre szól.
A legutóbbi választásokon elért mandátumok száma:
| Párt                                                                  | 1997 | 2001 | 2005 | 2009 |
| --------------------------------------------------------------------- | ---- | ---- | ---- | ---- |
| Freisinnig-Demokratische Partei (Szabaddemokrata Párt)                | 12   | 11   | 10   | 9    |
| Sozialdemokratische Partei der Schweiz (Svájci Szociáldemokrata Párt) | 7    | 8    | 9    | 7    |
| Christlichdemokratische Volkspartei (Kereszténydemokrata Néppárt)     | 6    | 5    | 5    | 7    |
| Grüne Partei der Schweiz (Svájci Zöld Párt)                           | 3    | 3    | 4    | 5    |
| Schweizerische Volkspartei (Svájci Néppárt)                           | 2    | 3    | 2    | 2    |

Emellett tevékenykedik egy, a tanács tagjaiból választott hétfős bizottság is, amelynek elnöke egyben polgármester is.

### Igazságügy
A jogi ügyeket a Solothurn-Leberni Bíróság kezeli. Ugyancsak a városban van Solothurn kanton főbíróságának is a székhelye.

### Címer
Solothurn címere heraldikailag nézve vágott, felső mezője vörös, alsó mezője ezüst színű.
1394 óta használják a helyi hatóságok, színeit azonban csak 1443 óta ismerjük. Solothurn kanton címere megegyezik a város címerével.

### Városrészek
Solothurn 14 városrészre oszlik, melyek a következők:
- Obach/Badi
- Brühl/Stadion
- Segetz
- Wildbach/Weststadt/Touring
- Dilitsch
- Hermesbühl/Heidenhubel
- Altstadt (Óváros)
- Loreto/Greiben
- Dürrbach/Ziegelmatte/Steingrube West
- Steingrube Ost/Fegetz
- Hubelmatte
- Steinbrugg/Forst/Schützenmatte
- Vorstadt (Előváros)
- Schöngrün

### Testvérvárosok

#### Heilbronn
Az első világháború után Heilbronnban nagy szegénység és éhség következett be. A nyomor felszámolása érdekében Anna Kopp-Sieber lelkésznő 1924-ben létrehozta a "Svájci Segítség" (Schweizer hilfe) nevű szervezetet, amelynek segítségével a rászorulók élelmiszerhez és ruházathoz juthattak. Így alakult ki az első kapcsolat a két város között, amit 1981. szeptember 19-én, a heilbronni polgármester és a solothurni városvezető által megkötött partnervárosi oklevél is szentesített.

#### Krakkó
Tadeusz Kościuszko lengyel-litván nemzeti hős, hadvezér, az Orosz Birodalom és Poroszország ellen indított 1794-es felkelés vezetője volt. 1794-ben vereséget szenvedett, megsebesült és orosz fogságba esett, majd 1796-ban I. Pál orosz cár megkegyelmezett neki. Előbb az Egyesült Államokba menekült, majd visszatért Európába, előbb Párizsba majd Solothurnba. Itt folytatta a lengyel szabadságért való küzdelmét, amit 1817-ben bekövetkezett halála miatt azonban nem érhetett meg. Földi maradványait solothurni jezsuitáktól Krakkóba vitték, és a Wawel királysírjai mellé temették. Ma is élő emlékezetének köszönhető a két város 1990-ben hivatalosan is megerősített kapcsolata.

#### Le Landeron
Le Landeron polgárai 1449-ben városi polgárjogi szerződést (Burgrecht) kötöttek Solothurn városával, amelyet 1783-ig többször is megújítottak. Ennek emlékére váltak 2003-ban partnervárosokká.

## Infrastruktúra

### Tömegtájékoztatás
A város legismertebb lapjai a Solothurner Zeitung (Solothurni Újság), az Azeiger (Hirdető), amiket a Vogt-Schild kiadóvállalat ad ki. Rajtuk kívül a Solothurner Woche (Solothurni Hét) is egy népszerű kiadvány. A város egyetlen rádióadója a Radio 32.

### Közlekedés

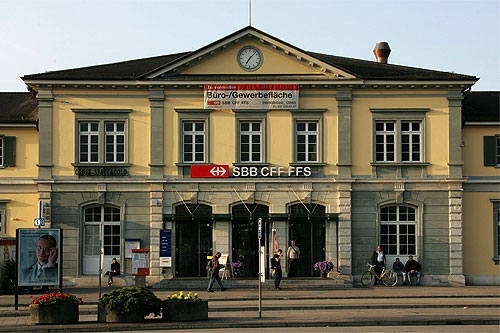
A solothurni Főpályaudvar

A várost a vasúthálózatba a Solothurni Főpályaudvar (Hauptbahnhof Solothurn) kapcsolja be. A Nyugati pályaudvar (Bahnhof Solothurn West) ugyanakkor a regionális vasúti közlekedés egyik csomópontja. A Svájci Szövetségi Vasutak segítségével Lausanne/Genf, illetve St. Gallen
/Konstanz irányba valamint a berni Jurába Moutier és Sonceboz-Sombeval településekre. Ezen kívül a BLS csatlakozást biztosít Emmentál vidékére, Burgdorfba és Thunba. Az RBS (Regionalverkehr Bern-Solothurn) keskeny nyomtávolságú vonalakat is működtet, amelyen Bernbe lehet eljutni. Ugyancsak keskeny nyomtávolságú vonalon közlekedik az Aare Seeland mobil (ASm) vasúttársaság, ami Solothurn és Niederbipp–Langenthal között biztosítja a személyszállítást.
A közeli környéket a Busbetrieb Solothurn und Umgebung (BSU) autóbuszjárataival lehet megközelíteni. Az a drótkötélpályás felvonó megszüntetésével a Weissensteinon található üdülőhöz egy postabusszal lehet feljutni.

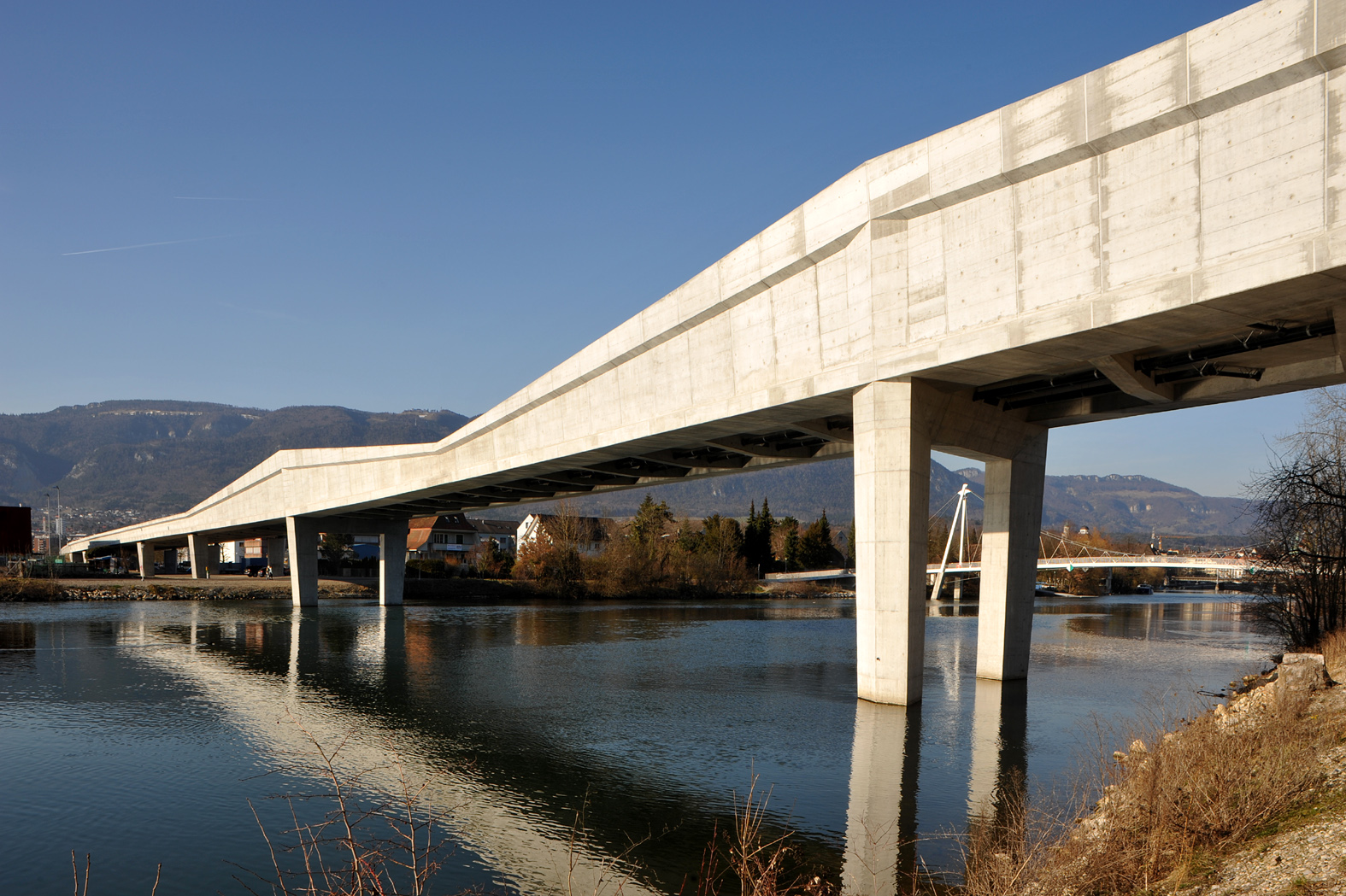
A 2008-ban megnyitott Aare-híd

Az A5-ös autópálya Solothurn és Biel közötti szakaszának elkészültével a város három felhajtón kapcsolódik az ország autópálya-hálózatába.

#### Légi közlekedés
A legközelebbi reptér Grenchenben található, amit elsősorban magángépek, légitaxik, ejtőernyősök, hobby-repülősök használnak. Menetrend szerinti járatok nem indulnak a reptérről, a berni, bázeli és zürichi reptereket vasúton viszonylag hamar (1-2 óra alatt) el lehet érni.

### Oktatás

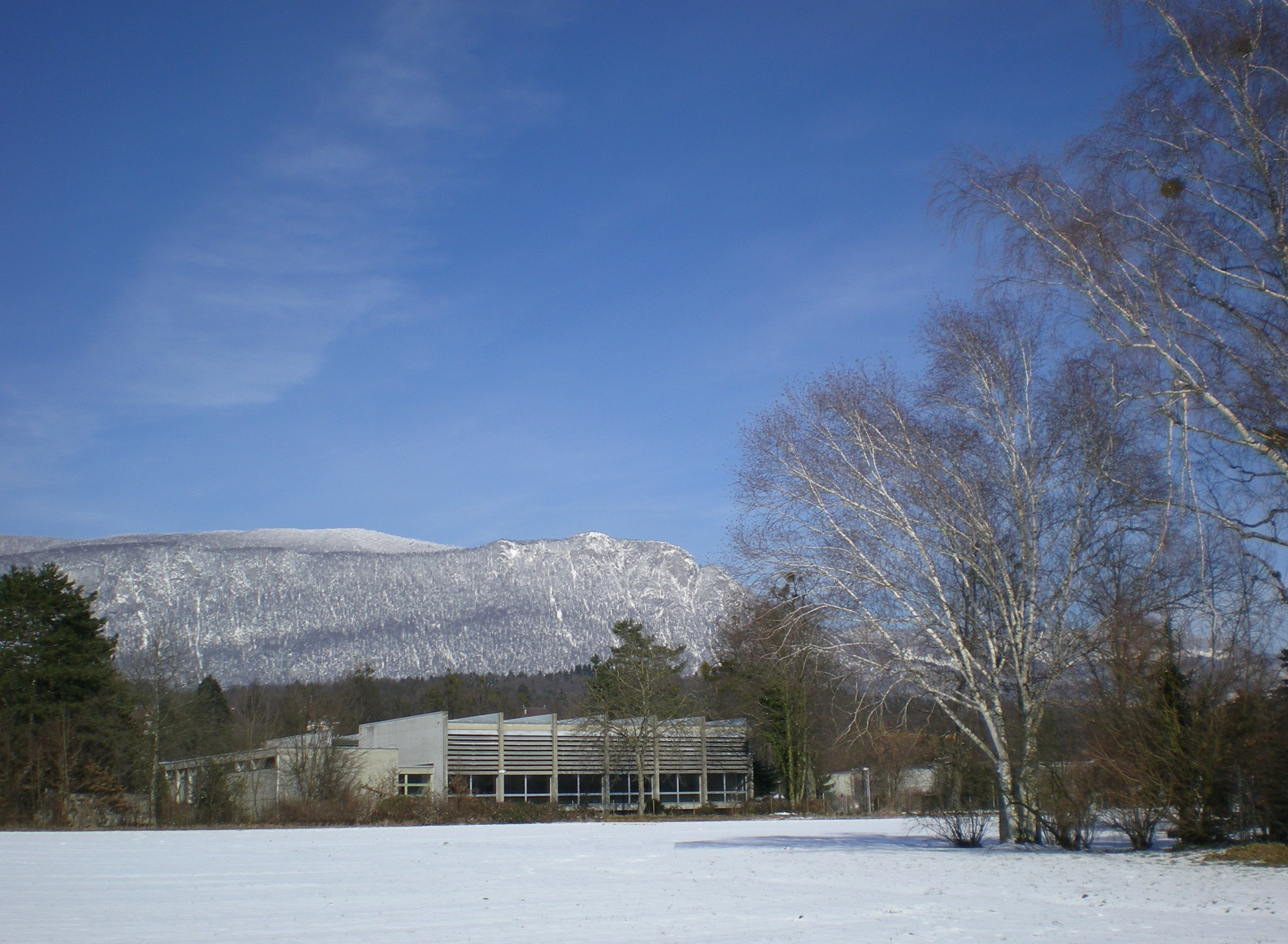
A Solothurni Kantoni Iskola (Kantonsschule Solothurn)

A svájci oktatási rendszer fokozatait képviselő iskolák mind megtalálhatóak a városban. Mellettük két gyógypedagógiai intézet és egy zeneiskola is működik. A magániskolák közül a Rudolf Steiner Iskola a legismertebb, amely a Waldorf-pedagógia szerint oktatja diákjait.
A középiskolai oktatás egyik fontos intézménye a Solothurni Kantoni Iskola (Kantonsschule Solothurn), melynek ősét még a 8. században alapították mint apátsági iskolát. A körülbelül 1800 diákjával az ország legnagyobb iskoláinak egyike. További jelentős oktatási intézmények a Kézműves és Ipari Szakközépiskola (Gewerblich-Industrielle Berufsfachschule), az Pedagógiai Főiskola, amely az Északnyugat-Svájci Főiskola (Fachhochschule Nordwestschweiz kihelyezett tagozata, a kantoni Egészségügyi Szakképző Központ (Bildungszentrum für Gesundheitsberufe) és a helyi népfőiskola.

### Egészségügy

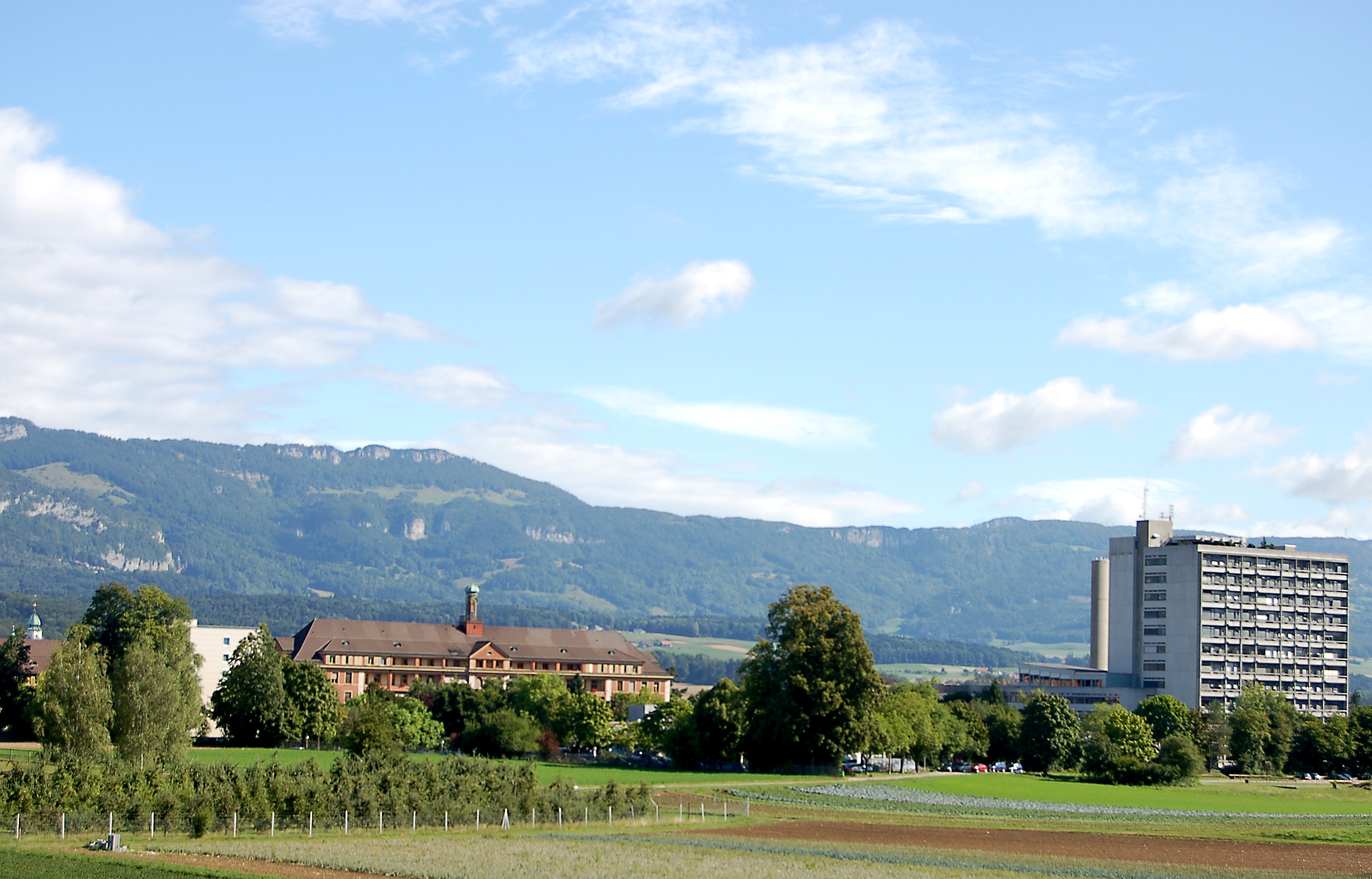
A régi (bal) és új kórházépület (jobb)

A város fő kórháza a Bürgerspital (Polgári kórház), ami a város és a kanton betegeit látja el. A különböző szakorvosi és sürgősségi osztályokon 1200 alkalmazottal működő kórház teljes egészében 2005 óta tilos a dohányzás. A jól felszerelt kórháznak véradó központja is van.
A Bürgerspital története 1418-ra vezethető vissza, amikor V. Márton pápa engedélyével az Aare-parti külvárosban megalapították a település első kórházát. A kórházban dolgozó nővérek Porrentruyból (németül: Pruntrut) és a franciaországi Beaunne-ből érkeztek, és 1788 óta gondozzák a betegeket. 1930-ban a kórház átköltözött egy új épületbe, amely mellé 1974-ben egy új központ és egy toronyház is épült.
1967-ig Solothurn város és polgárainak tulajdonában volt a kórház, majd Solothurn kanton is beszállt a működtetésébe. Így a közel 300 ágyas modern kórház a kanton felső vidékét is ellátja, ami körülbelül 80 000 lakost jelent. A kórház jelenlegi üzemeltetője a Solothurner Spitäler AG (Solothurni Kórházak Rt.).
A város másik kórháza az Obach magánklinika. Ezen kívül több mint 100 orvosi rendelő van a város területén.

## Kultúra

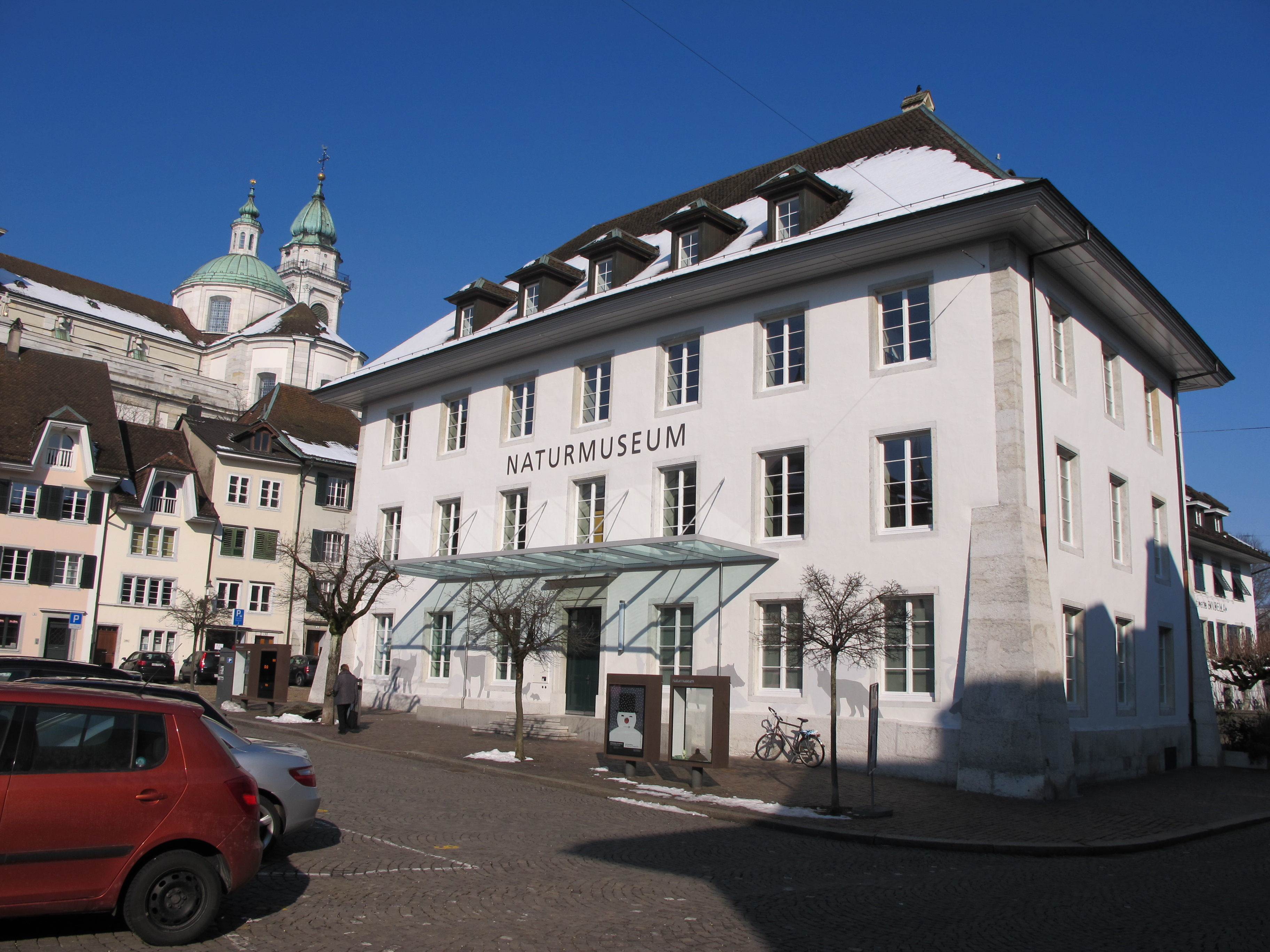
A Természetrajzi Múzeum

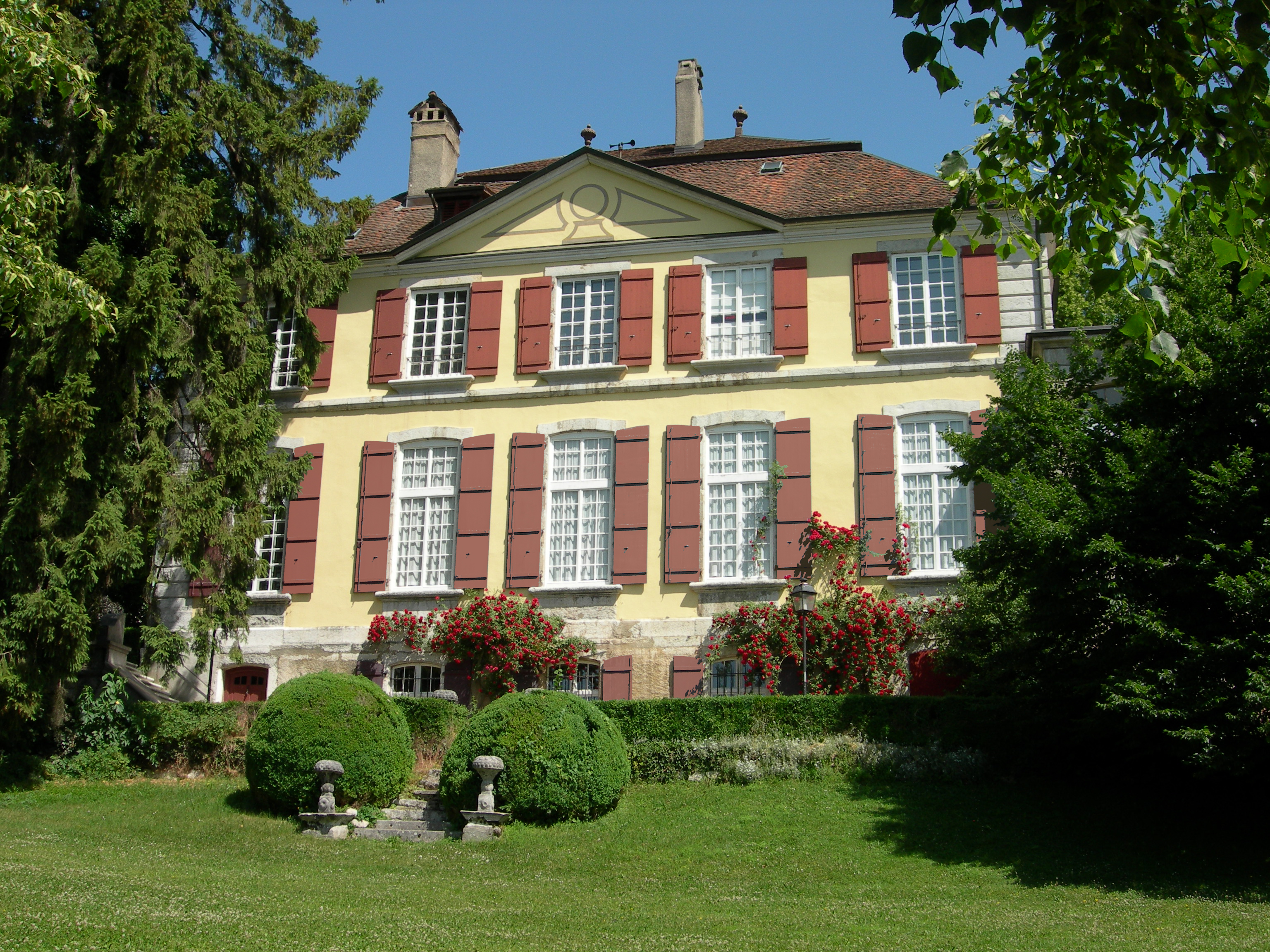
A Blumenstein Történeti Múzeum déli homlokzata

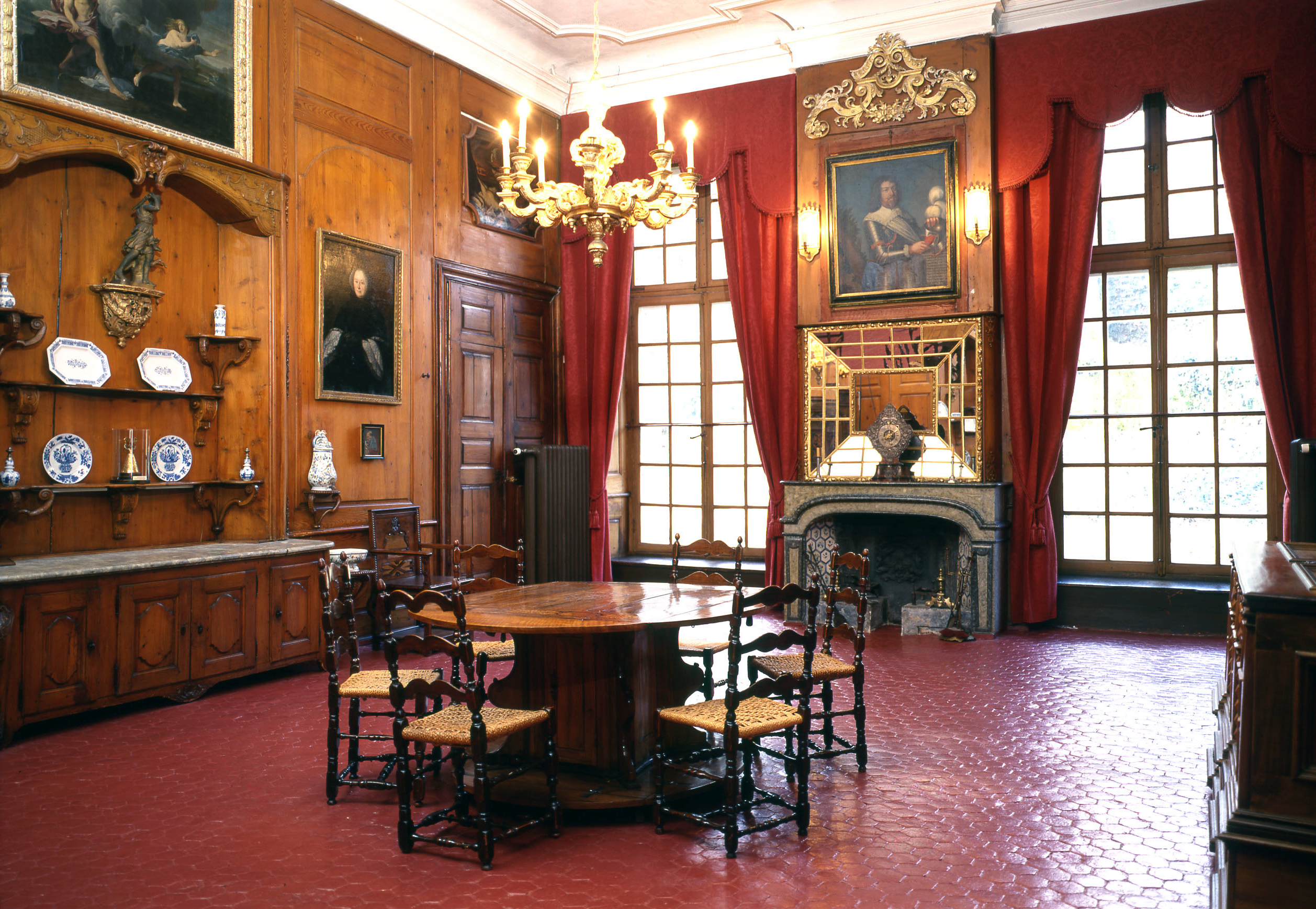
A Blumenstein Történeti Múzeum ebédlője

Solothurn regionális jelentőségű kultúrközpont. Számos intézmény található a városban, amelyek gazdag kulturális kínálattal várják az érdeklődőket:
- Biel-Solothurn Színház
- Kofmehl Kultúrgyár (Kulturfabrik Kofmehl) – Koncerteknek és kulturális eseményeknek otthont adó központ
- Régi Kórház Kultúrközpont (Kulturzentrum Altes Spital)
- Régi Fegyvertár Múzeum (Museum Altes Zeughaus) – Svájc egyik legnagyobb hadászati- és fegyvermúzeuma
- Waldegg kastély – Kiállítások, koncertek és privát rendezvények színhelye
- Természetrajzi Múzeum (Naturmuseum Solothurn)
- Solothurni Művészeti Múzeum (Kunstmuseum Solothurn) – Svájci művek mellett Cezanne, Matisse, Renoir, Klimt, Holbein, Hodler és Amiet alkotásaival
- Blumenstein Történeti Múzeum (Historisches Museum Blumenstein)
- Kosciuszko Múzeum – Az 1817-ben Solothurnban elhunyt lengyel nemzeti hős, Tadeusz Kościuszko emlékére létrehozott múzeum
- Solothurni Kőmúzeum (Steinmuseum Solothurn)
- Solothurni Baba- és Játékmúzeum – Az 1998-ban, magánkezdeményezésből létrejött múzeum 1870 és 1950 közötti, a világ minden tájáról származó, különböző anyagokból készített játékokat mutat be.[19]
- ENTER Múzeum – Svájc egyetlen számítástechnikai múzeuma, amelyben számítógépek mellett az 1860-1990 közti időszakból származó számológépeket, rádió- és televízió-készülékeket, távközlési eszközöket, illetve hangfelvevő- és hanglejátszó-eszközöket láthatnak a látogatók.[20]
- Solothurn városa, Solothurn kanton és az agglomeráció többi önkormányzata együtt működteti a Solothurni Központi Könyvtárat (Zentralbibliothek Solothurn)

### Rendezvények
A városban egész évebn rendezvények sora zajlik. A legismertebbek ezek közül a Solothurni Filmnapok, Solothurni Irodalmi Napok, a Solothurni Sörnapok, a Solothurn Classics (egykori Classic Openair, szabadtéri komolyzenei rendezvény) és a farsang. A Solothurni Őszi Vásár (Herbstmesse Solothurn vagy HESO) egy évente megrendezett kézműves seregszemle, amely a régió legnagyobb vásárai közé tartozik. Az óvárosban december elején tartják a Solothurner Chlausemäret nevű karácsonyi vásárt, melynek ideje alatt a helyszín hangulatos díszítést kap.

### Gasztronómia

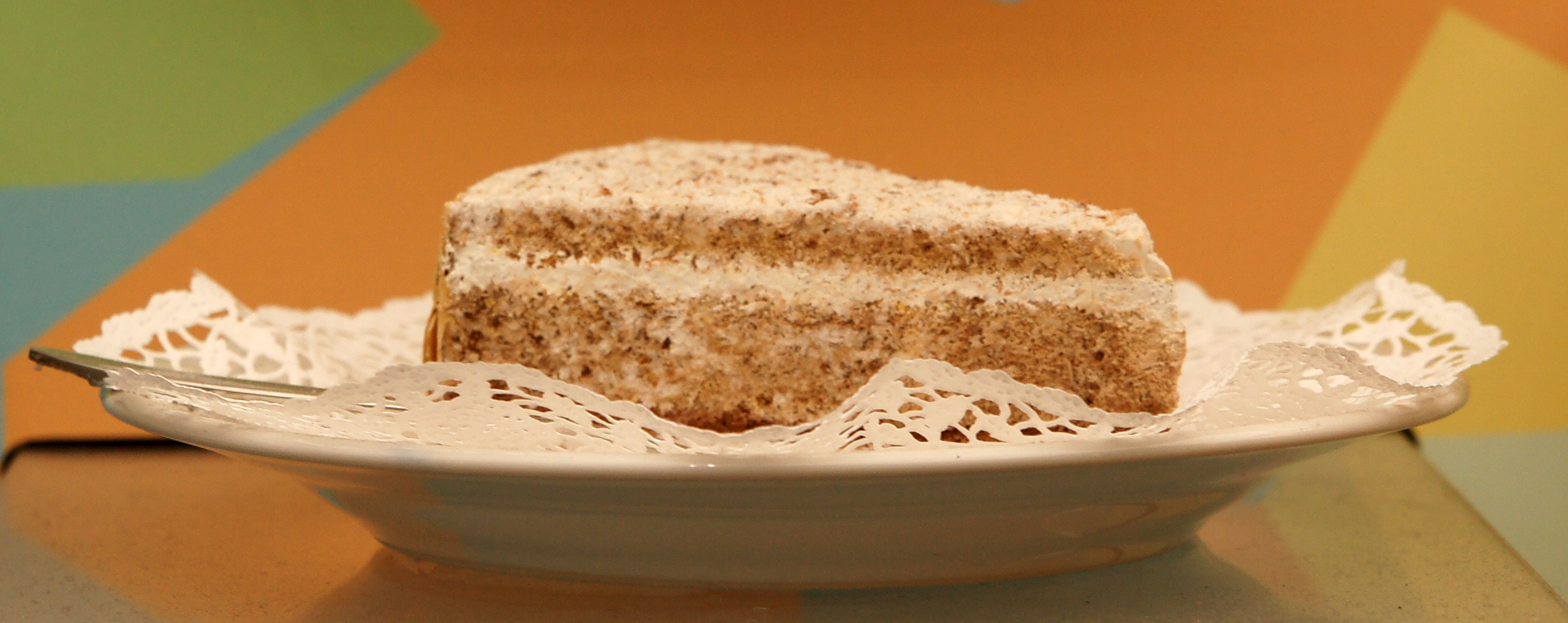
Solothurni torta

Solothurn gasztronómiai különlegessége a solothurni torta, amit őrölt mogyoróból, kétszersültből, habcsókból és tejfölből készítenek. Az Óvárosban található Suter Cukrászat 1915 óta készíti ezt a hagyományos süteményt, melynek eredeti megnevezése solothurni sütemény volt.
Egy másik hagyományos solothurni étel a Soledurner Wysüppli (solothurni borleves), amelyet húslevesből és fehérborból készítenek.

### A „solothurni szám”: 11

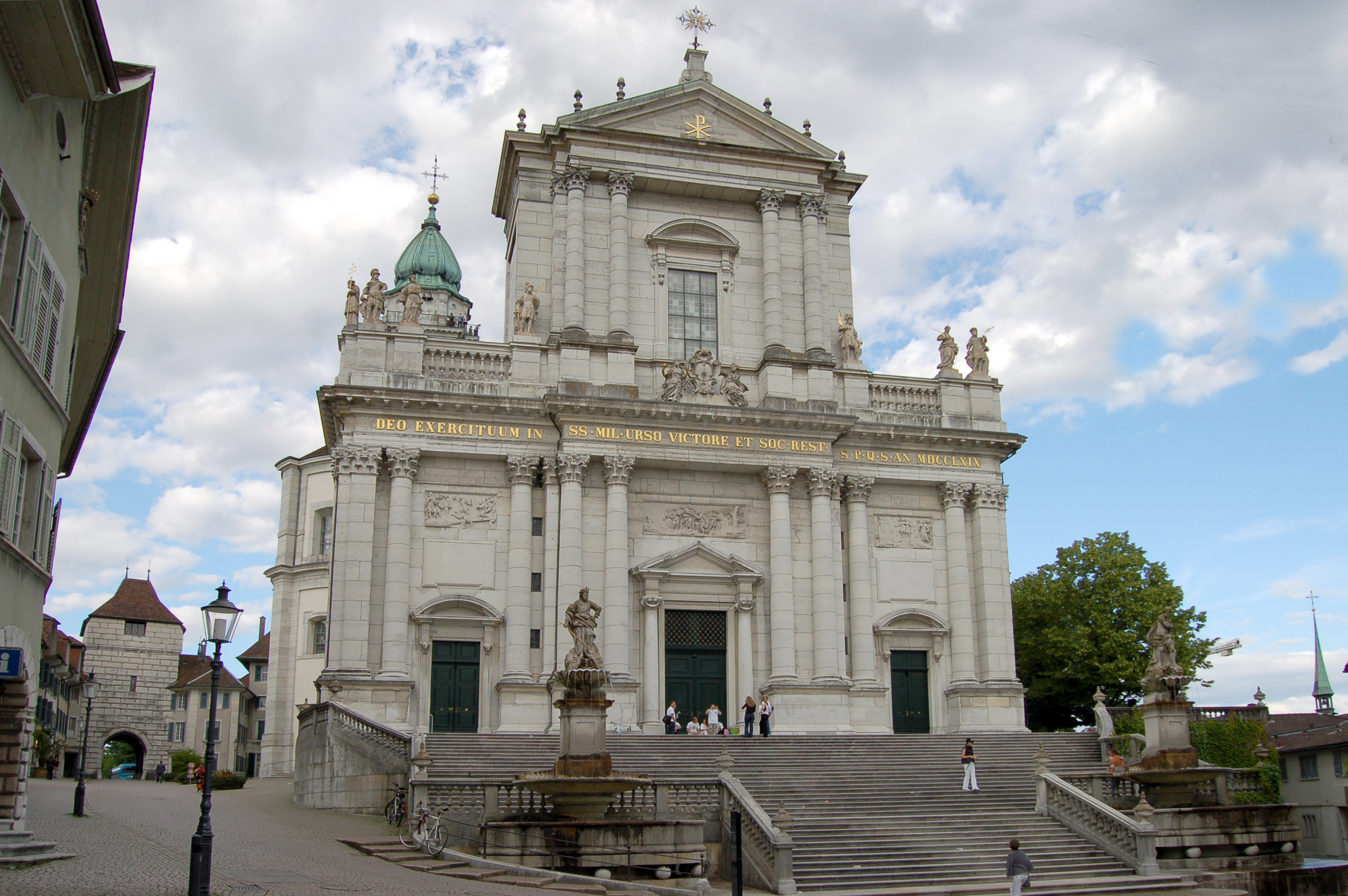
Szent Ursus-székesegyház tizenegyes lépcsősorozatokkal

Solothurnnak különleges kapcsolata van a tizenegyes számmal, melynek gyökerei valószínűleg a középkorig nyúlnak vissza. A középkori polgárság 11 céhre volt osztva, és már az első városi tanács is 11 tagot számlált. Miután a szám többször is előfordult, a város lakói tudatosan is használták, és ápolták ennek hagyományát.
Így a város jelképének, a Szent Ursus-székesegyháznak is 11 oltára és 11 harangja van. A templomig három tizenegyes lépcsősorozat vezet. A főbejárattól számított tizenegyedik, feketére festett kőlapról egyszerre látható a 11 oltár (vagy azok egy része). Részleges lebontása előtt a város barokk erődítményének 11 bástyája volt. 2001 óta a városnak egy úgynevezett Solothurni órája is van, ami 12 helyett csak 11 órát mutat. A Természetrajzi Múzeumban található Foucault-inga óránként 11 fokkal fordul el.

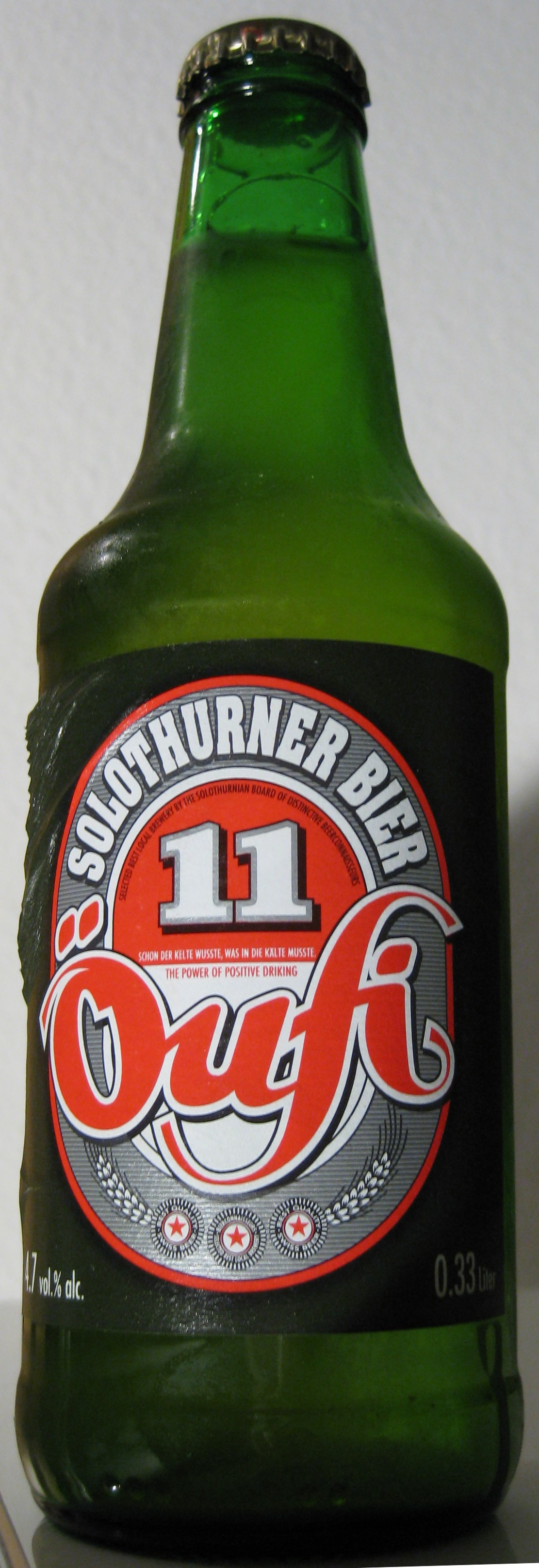
Öufi sör

Egy helyi sörfőzde Öufi Bier név alatt készíti italát, ami solothurni nyelvjárásban tizenegyes sört jelent. Emellett egy helyi személyi hajózási cég is ezt a számot választotta nevének: Öufi Boot. A Svájci Haderő Solothurni Zászlóalja is a tizenegyes sorszámot viseli (Infanterie-Bataillon 11).
Sok téves mítosz is kapcsolódik a tizenegyes számhoz. Így téves az a feltevés, hogy Solothurn 11. kantonként csatlakozott az Államszövetséghez, ugyanis 10. volt a sorban. A tévhittel ellentétben tizenegynél több kút, templom és kápolna van a város területén. A középkori erődrendszernek is tizenegynél több tornya volt, viszont hétnél soha sem volt több városkapuja.

### Farsang

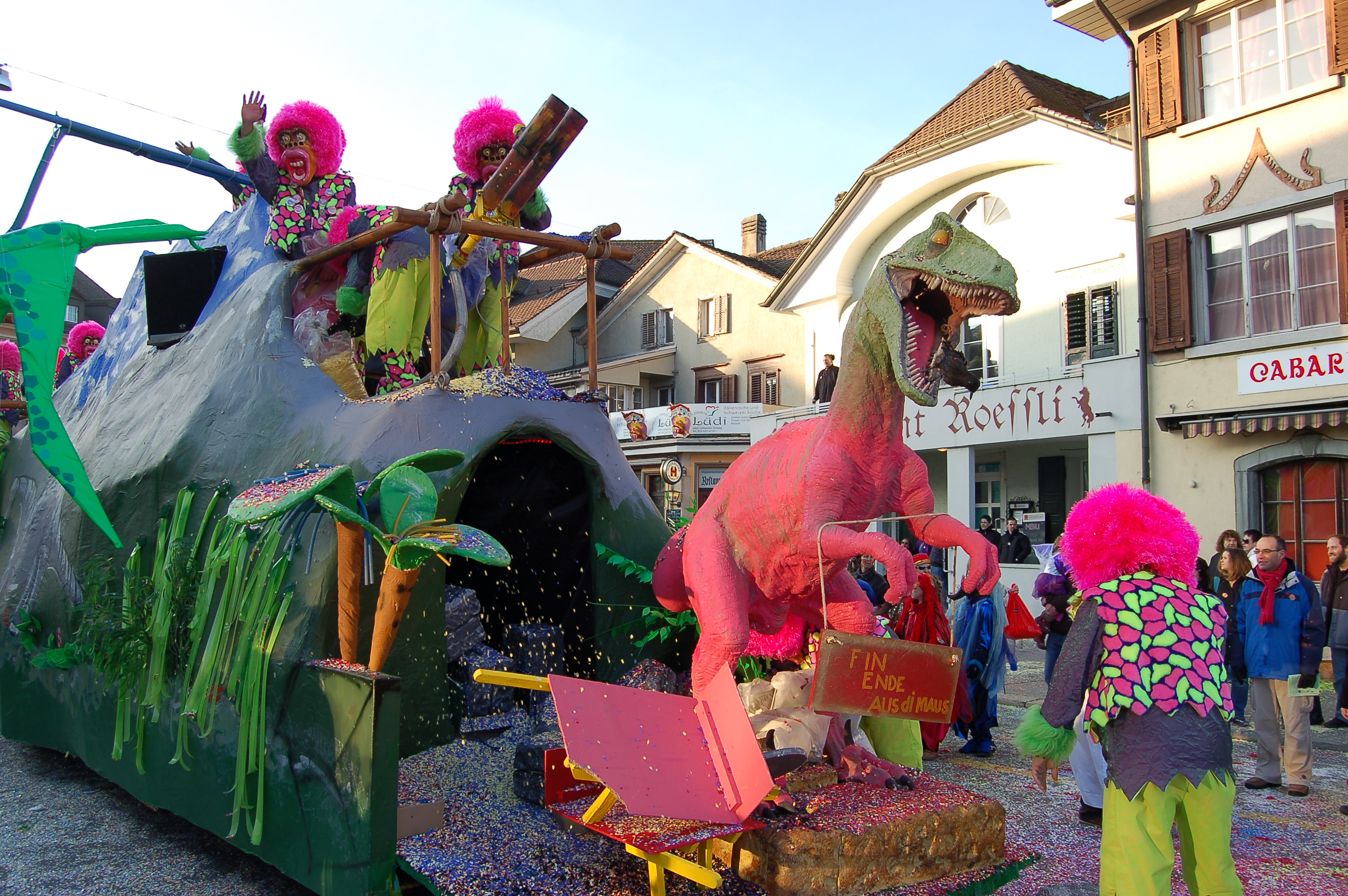
A 2008-as farsangi felvonulás

A solothurni farsang ellentétben több más településsel, nem Márton napján (november 11.), hanem a január 13-án, Hilár napján kezdődik. Ettől a naptól kezdve lakói a várost Honolulunak és a Városháza utcát Szamár utcának keresztelik el. A tulajdonképpeni farsangi hét a böjt előtti héten kezdődik. A torkos csütörtök napján hajnali 5 órakor a Temető téren kezdetét veszi a zajos ünnepség. Ünnepi öltözetként a városlakók hálóinget, csúcsos sapkát és vörös sálat hordanak. Fontos esemény továbbá a gyerekek vonulása és a két további farsangi felvonulás a következő vasárnapon és kedden.
A solothurni farsang az "I ma nüm"-mel (Ich kann nicht mehr, vagyis: Nem bírom tovább!) ér véget; az esemény alatt farsangolók ezrei ugrándozva vonulnak végig a város utcáin az előbbi felkiáltással. A farsangi mulatságok hamvazószerdán, a „Böögg” – a telet jelképező bábu – elégetésével végleg lezárulnak.

### „Etre chargé pour Soleure”
Ez a francia kifejezés, mely Svájc francia vidékein igen elterjedt, és igen ittas állapotot ír le, jelentése pedig: Szállítmány Solothurnnak. Eredete arra vezethető vissza, hogy az első Államszövetség idején a városban volt a francia nagykövet székhelye, ami a borfogyasztás megnövekedésével járt együtt. A lavaux-i borvidékről származó bort vízi úton, a d’Entreroches csatornán keresztül szállították. A hajók legénysége gyakran megdézsmálta a rakományt, és részegen érkezett Solothurnba. Mivel a városnak szánt áruk adómentességet élveztek, a vámvizsgálat során az idézett mondatot kiáltották az ellenőrzésre készülő hatóságoknak. Innen ered a részeg, ittas emberekre alkalmazott kifejezés.

### Szövetkezeti élet
Solothurnban található Svájc legrégebbi, szövetkezet által működtetett fogadója, a Genossenschaft Kreuz, ami 1973 óta működik. A szövetkezet alapjai a tagok baráti együttélése, a közös tanulás és az elesettek segítése. A 70-es években más hasonló közösségek is alakultak. Ilyen a város sajátos hangulatára építő, művészekből álló Künstlerhaus S11, amelynek fő tevékenységi körébe egy képtár működtetése és kiállítások szervezése tartozik. A Baseltor Hotel működtetője is egy hasonló szövetkezet.

### Látnivalók

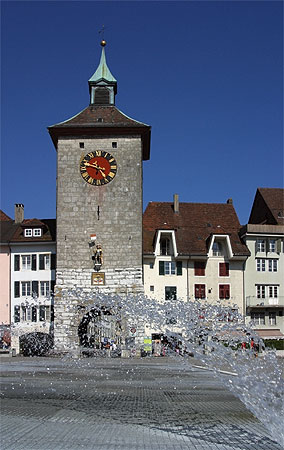
A Bieli kapu

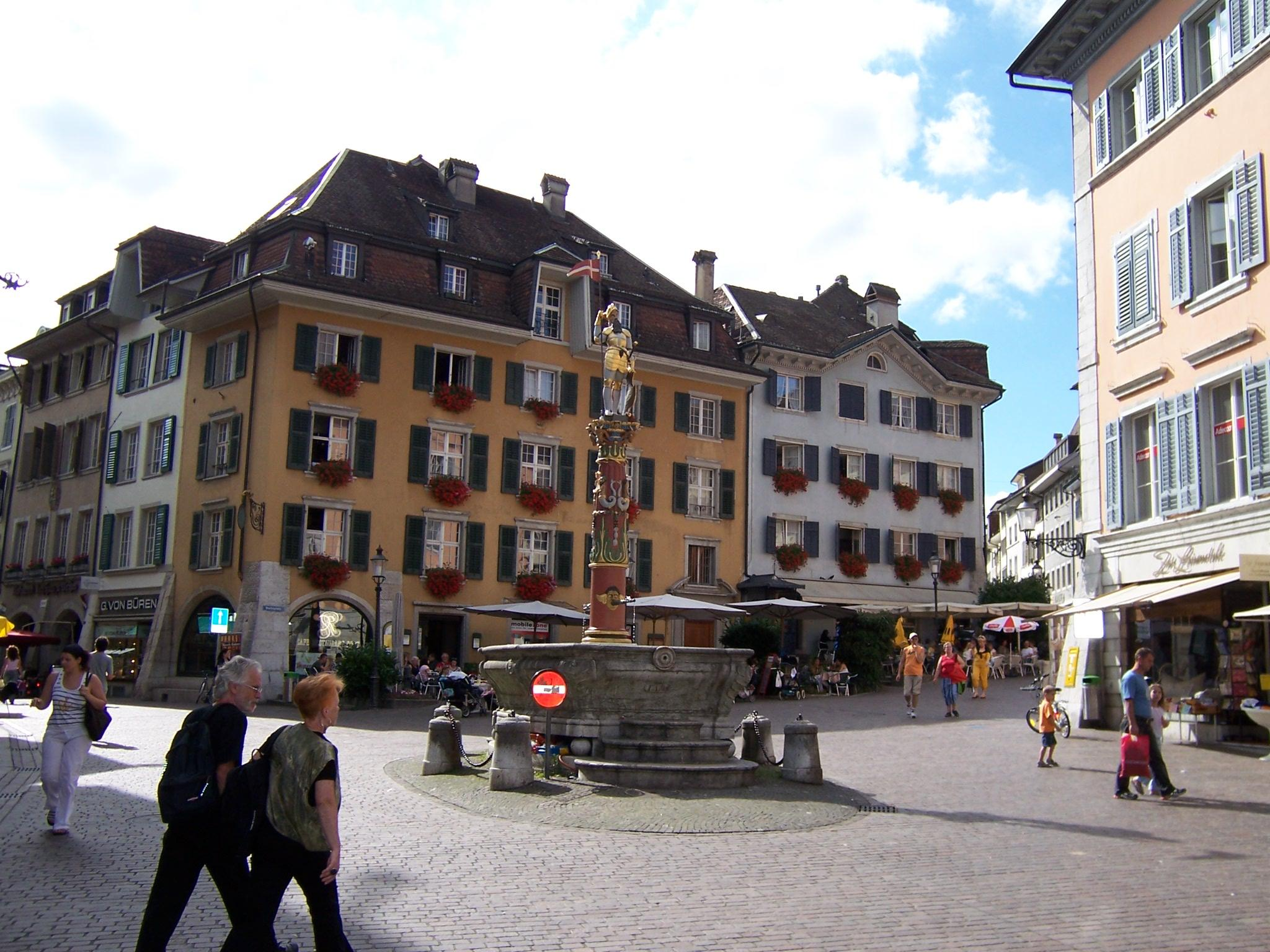
A piactér a Szent Ursus-kúttal (Zászlóvivő-kút vagy Halas-kút)

Solothurn turisztikai látványosságainak központja a festői Óváros céhes házaival és kútjaival:
- A Zeitglockenturm, amelyet részben a 12. század első felében építettek, a város legrégibb építészeti öröksége. Toronyóráját Laurentius Liechti készítette 1545 körül.
- A Bieli kapu (Bieltor) a Burris toronnyal, a Bázeli kapu (Baseltor) a Riedholz árokkal, illetve a Riedholz toronnyal és a Görbe torony árka, amelyek az egykori erődítmény részei voltak.
- A 13. századtól a 19. századig folyamatosan épülő és átalakuló solothurni városháza.
- A Régi Fegyvertár Múzeum (Museum Altes Zeughaus), amely 1609–1614 között épült, és Európa legnagyobb páncélgyűjteményével rendelkezik.
- Az 1773-ban befejezett Szent Ursus-székesegyház, a barokk és a klasszicista építészet művészi ötvözete.
- A barokk stílusban, 1680 és 1689 között felépült Jezsuita templom, amelynek lapidáriumában működik 1997 óta a Solothurni Kőmúzeum.
- A késő középkori Ferences templom (1426-1436), amit 1896 óta az ókatolikus közösség használ.
- A középkori erőd falainak egy másik fennmaradt része a Riedholz tér északi részén látható. A Löwengasse-n pedig az 1700 éve épült castrum maradványai lelhetőek fel.
- Az 1363-ban már okiratok által említett Schmiedengasse (Kovácsok utcája), és a Nictumgasse, a Szent Ursus-székesegyház kanonokjainak lakóterülete.
- A részben 1722-ben épült Landhaus, ami korábban vízi úton a városba szállított borok lerakataként működött. Az 1955-ben leégett épület jelenleg tanácsteremként működik. Dísztermében Hans Jauslin három színből készült sgraffitója látható, amely a város történetét jeleníti meg. Előcsarnokában Maurice Barraud Apollo és a múzsák című alkotása, illetve Oscar Wiggli Három nő című bronzszobra látható.[26]
- A csaknem teljes egészében forgalommentesített Előváros, benne a régi kórház és a Görbe torony (Krummturm)
- A Solothurni Művészeti Múzeum (Kunstmuseum Solothurn)
- A Szent Ursus-székesegyházzal szemben található az 1418-ban először említett Hotel Krone, amit 1772-ben klasszicista stílusban átépítettek.[27] A Svájc második legrégebbi szállodájának számító intézmény többek között Napóleont, Casanovát[28] és az Aranycsapatot[29] is vendégül látta.
- Különböző alakokat ábrázoló köztéri kutak

A város közvetlen közelében található a Verena-szurdok egy remetelakkal, illetve a Waldegg kastély is.
A városnak 1980-ban ítélték oda a Svájci Örökségvédelmi Hivatal (Schweizer Heimatschutz) díját, a Wakker-díjat, amelyet a példamutató városkép-ápolásért kapnak az önkormányzatok.

#### Templomok
A városban több szakrális építmény is van, melyek közül talán a legismertebb és legfontosabb a római katolikus Szent Ursus-székesegyház, aminek építését 1773-ban fejezték be.
1828 óta Solothurn a Bázeli Püspökség székhelye, így a város a nyugat-svájci kantonok (Solothurn, Bern, Jura, Bázel város és Bázel vidék, Aargau, Luzern és Zug) római katolikus központja is. Ezen kívül a reformátusoknak és az ókatolikusoknak (Ferences templom), a metodistáknak, az Üdvhadseregnek, a Vineyard közösségnek és a BewegungPlus közösségnek is van a városban temploma.
A Fatih mecset a helyi muszlim közösség temploma, ami a Főpályaudvartól délre található. 1983-ig a zsidó közösségnek is volt egy imaháza az Óváros északi részében.

## Sport

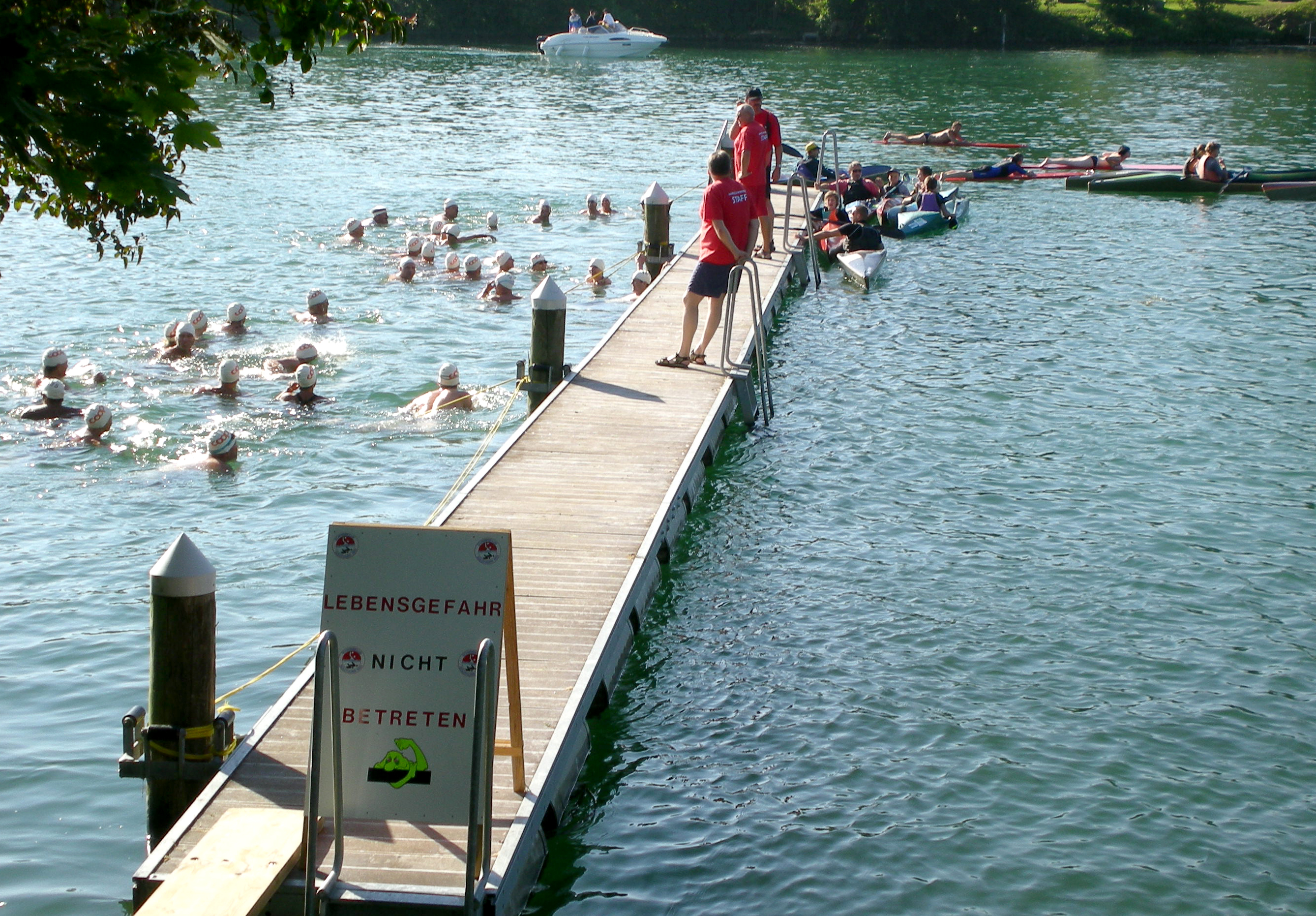
Az Aare-átúszás startja

A város változatos kirándulási és sportolási lehetőséget kínál. Ilyen kiránduló-célpont a közeli Weissensteinon található Planetenweg (Bolygók útja) tanösvény, vagy a hajózás az Aare folyón.
Évente több nagy sportesemény is zajlik Solothurnban:
- Aare-átúszás
- Swiss Walking Event (A világ legnagyobb nordic walking rendezvénye)

Az 1901-ben alapított FC Solothurn alsóbb osztályú labdarúgó-bajnokságok állandó résztvevője. Az 1920-as években a svájci elsőosztályú bajnokság állandó résztvevője volt.
A 2007-ben alapított Rugby Club Solothurn a Svájci Rögbiszövetség negyedosztályú bajnokságának meghatározó csapata.

## Híres emberek
- Szent Ursus (? – 303 körül) a város védőszentje
- idősebbik Urs Graf (kb.1485-90–1529) rézmetsző
- Johannes Aal (1500 körül – 1551) katolikus pap, költő, író
- Gregorius Sickinger (1558–1631) festő, rézmetsző
- Georg Gotthart (1552? – 1619) vaskereskedő, céhmester és költő (három színdarab írója)
- Johann Rudolf Byss (1660–1738) festő
- Georg Gsell (1673–1740) festő
- Tadeusz Kościuszko (1746–1817) lengyel nemzeti hős, Solothurnban töltötte száműzetését
- Robert Glutz von Blotzheim (1786–1818) író
- Konrad Josef Glutz von Blotzheim (1789–1857) katolikus pap
- Charles Sealsfield (1793–1864) osztrák-amerikai író
- Karl Arnold-Obrist (1796–1862) katolikus püspök
- Théodore Fix (1800–1846) közgazdász
- Martin Disteli (1802-1844) festő és karikaturista, Solothurnban halt meg
- Johann Friedrich Dietler (1804–1874) festő és grafikus
- Franz Krutter (1807–1873) író, jogász és politikus
- Wilhelm Vigier (1823-1886) liberális politikus
- Otto Frölicher (1840–1890) tájképfestő
- Conradin Zschokke (1842–1918) építőmérnök
- Ernst von Sury (1850-1895) neurológus és orvos-jogász
- Eugen Dietschi-Kunz (1861–1951) nyomdász és várkutató
- Friedrich Xaver Affolter (1862–1923) jogász
- Oscar Miller (1862–1934) műgyűjtő, mecénás, a Biberisti Papírgyár igazgatója
- Cuno Amiet (1868–1961) műgyűjtő, szobrász
- Albert Talhoff (1890–1956) író, koreográfus
- Richard Flury (1896–1967) zeneszerző, karmester
- Max Brunner (1910–2007) üvegfestő
- William A. de Vigier (1912-2003) vállalkozó
- Agnes Gutter (1917–1982) irodalom- és mesekutató
- Max Kohler (1919–1999) festő, grafikus
- Elisabeth Pfluger (1919-2018) író
- Herbert Meier (1928) író
- Otto F. Walter (1928–1994) író, könyvkiadó
- Urs Jaeggi (1931) szociológus, író, képzőművész
- Gerhard Berger (1933) festő, grafikus, professzor
- Schang Hutter (1934) szobrász
- Peter Bichsel (1935–2025)[30] író
- Martin Kohli (1942) szociológus
- Walter Bloch (1943) filológus, filozófus, író
- Walter Schenker (1943) író
- Anton Mosimann (1947) mesterszakács
- Chris von Rohr (1951) rockzenész
- Franco Supino (1965) író
- Rosanna Rocci (1968) olasz énekesnő
- Alekszandr Vlagyimirovics Popov (1971) négyszeres olimpiai bajnok orosz úszó, 2003 óta a város lakója
- Martin Oeggerl (1974) fényképész, tudós
- Seppi Käppeli (1976) jazz-zenész
- Daniela Ryf (1987) triatlonista

## Galéria

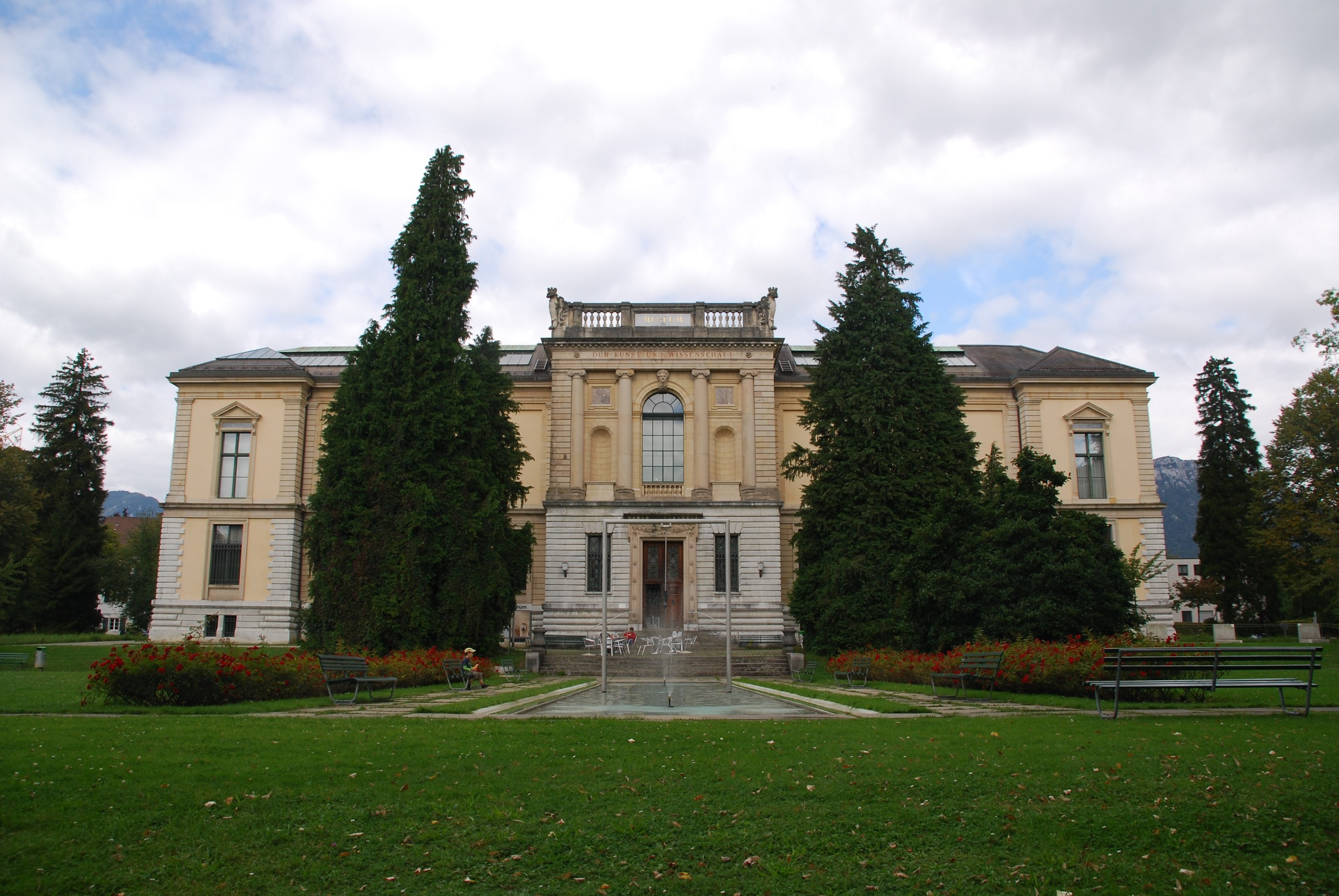
Solothurni Művészeti múzeum
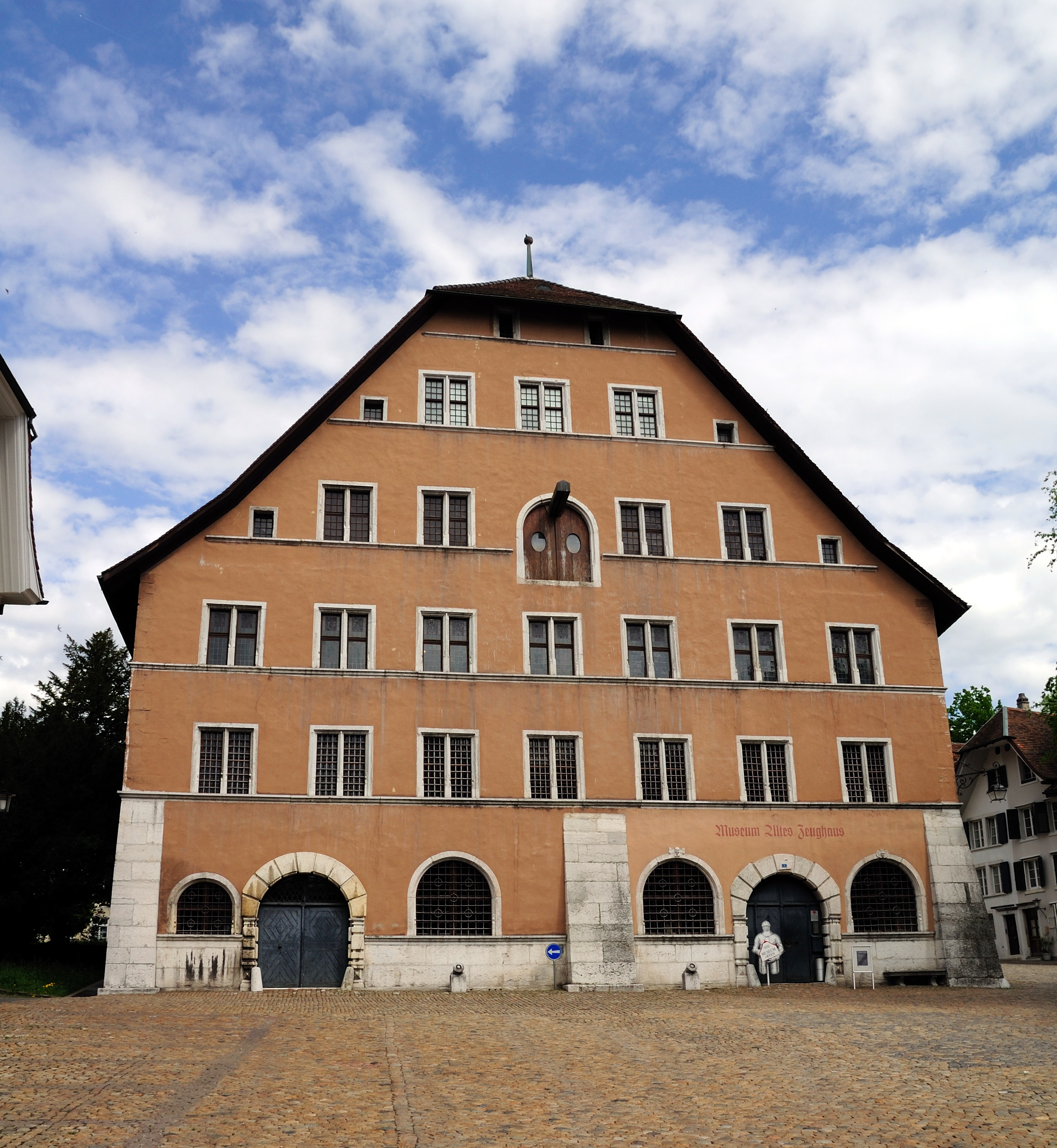
Régi Fegyvertár Múzeum
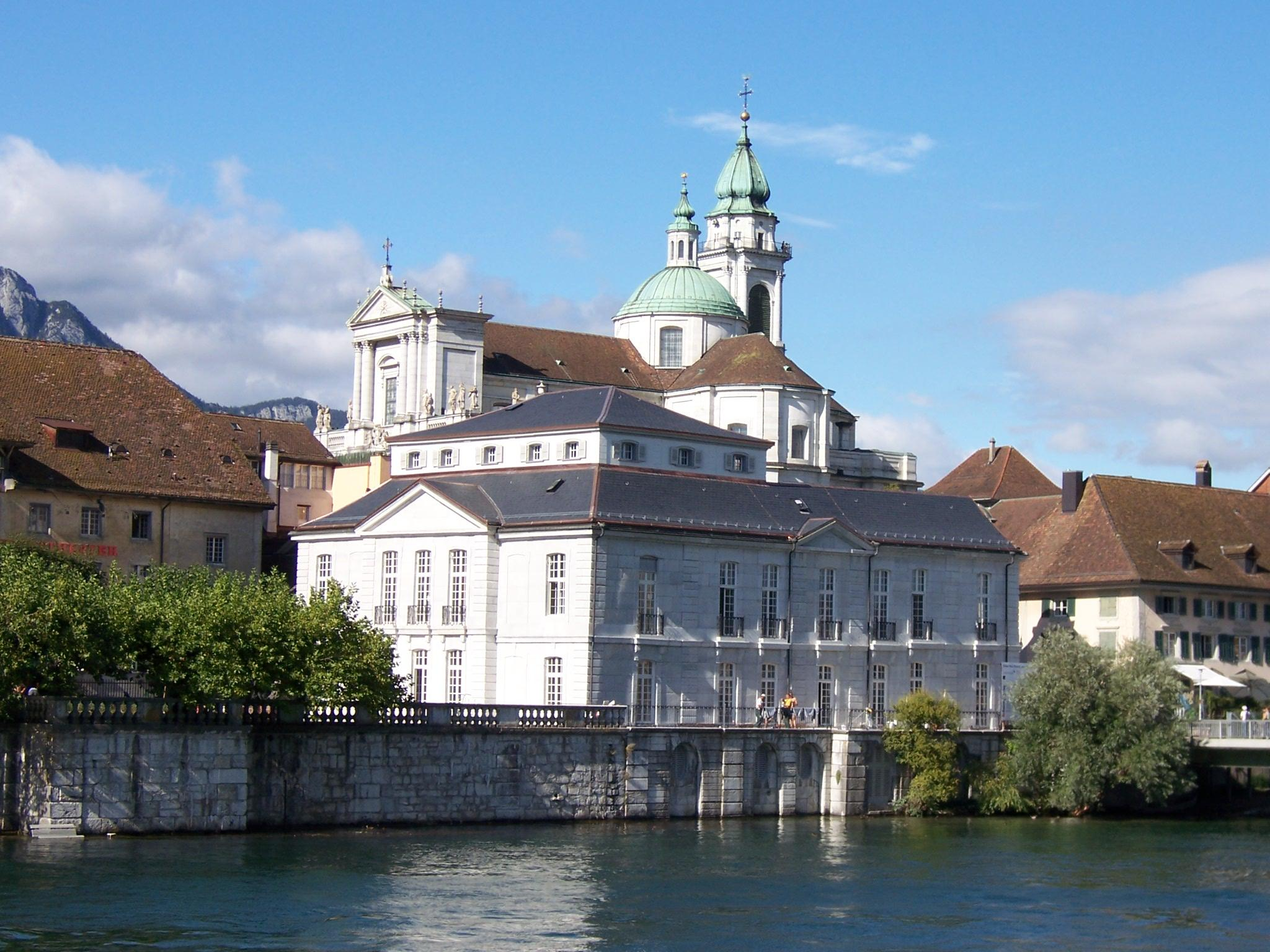
A Palais Besenval, háttérben a Szent Ursus-székesegyházzal
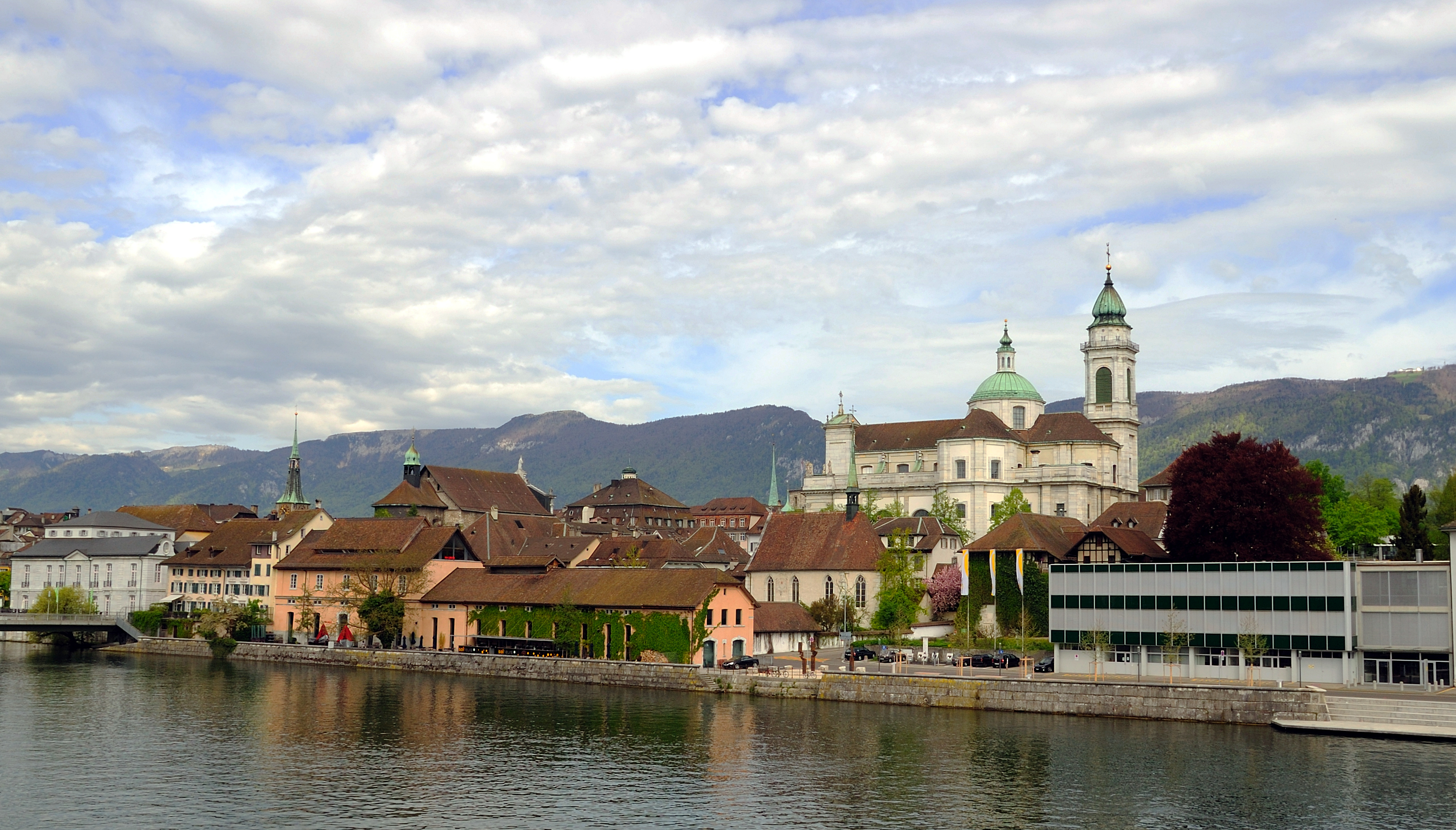
Az Aare partja déli nézetből, háttérben a Szent Ursus-székesegyház
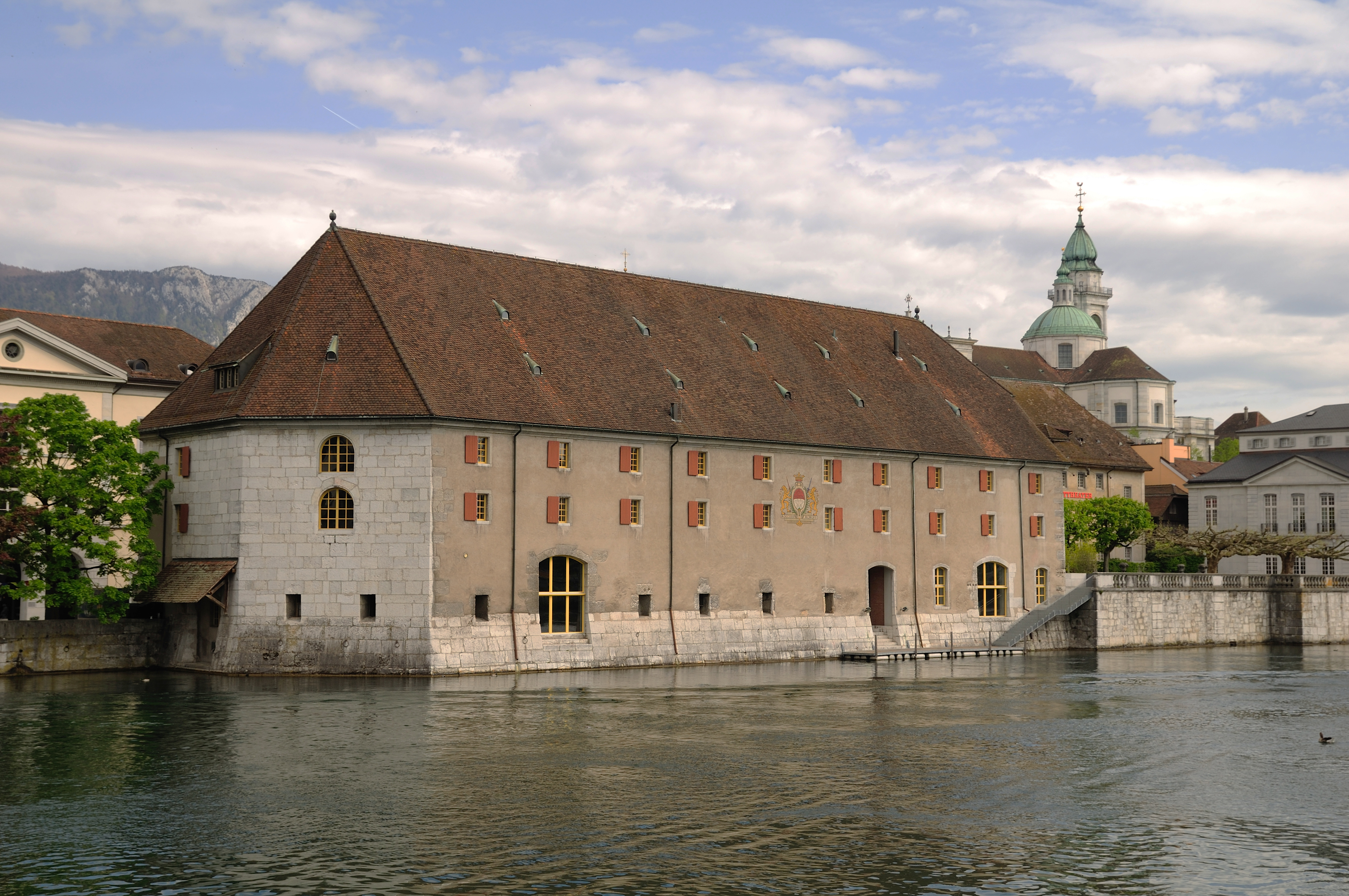
A Landhaus
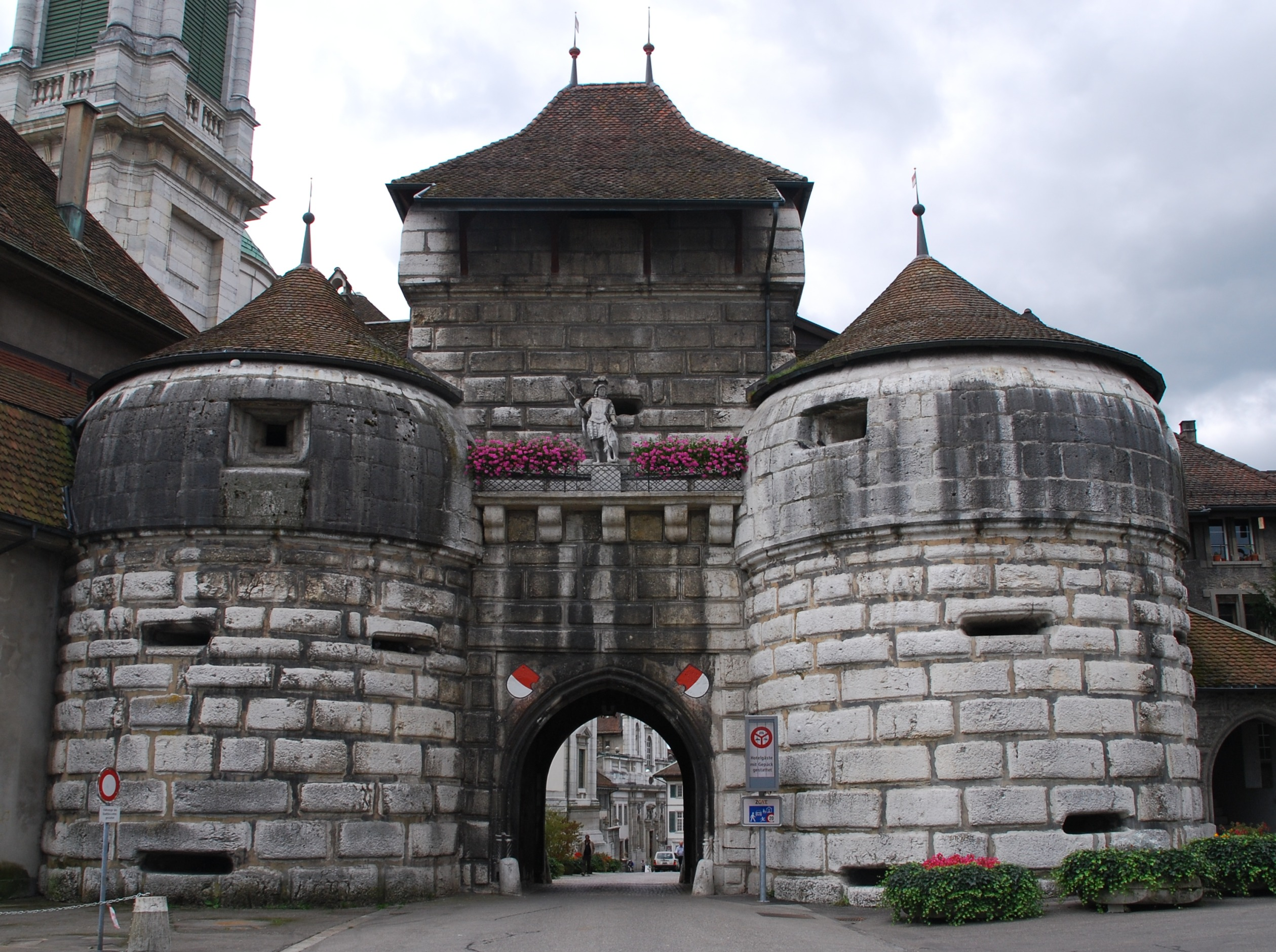
A Bázeli kapu (külső nézet)
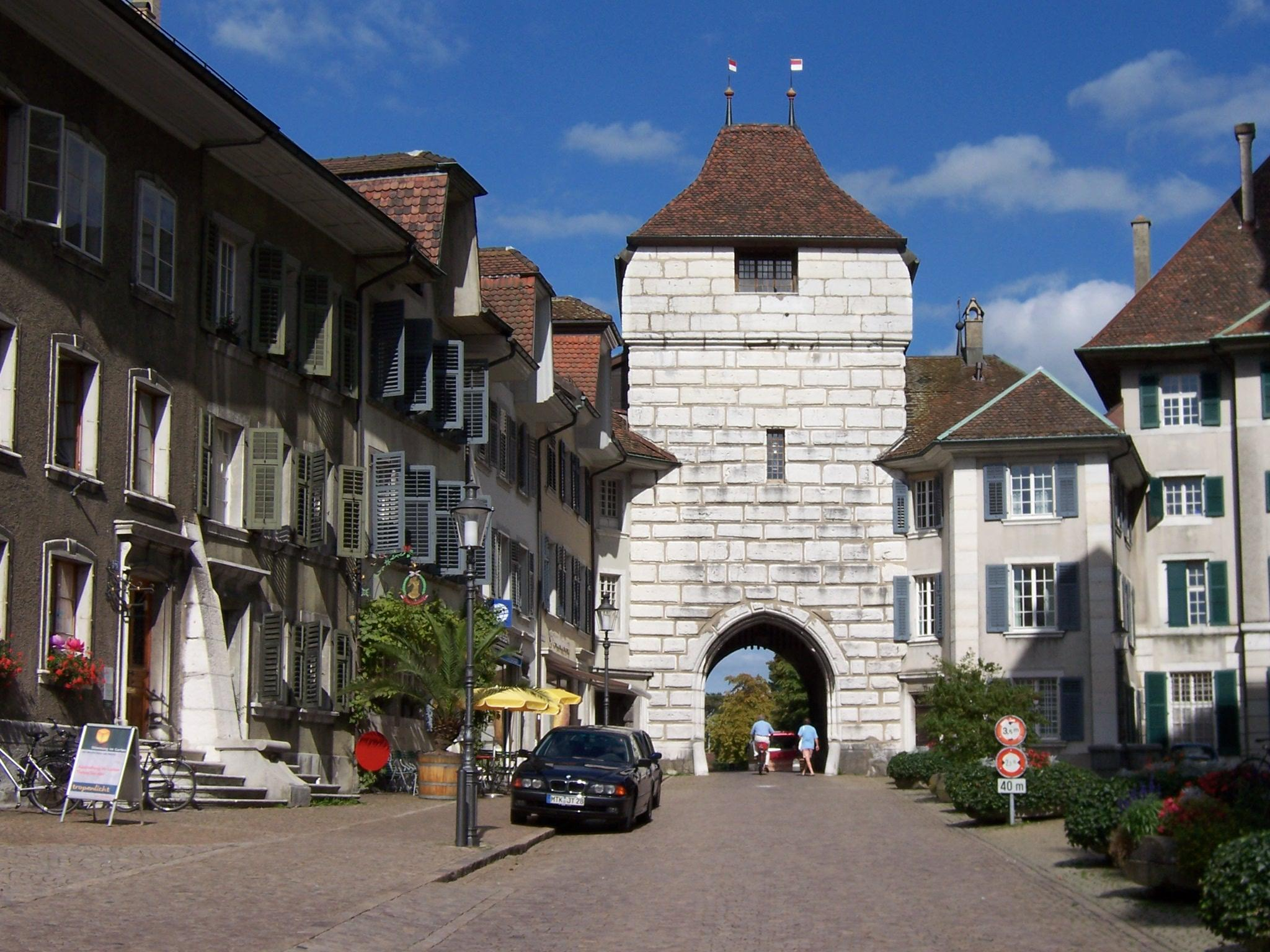
A Bázeli kapu (belső nézet)
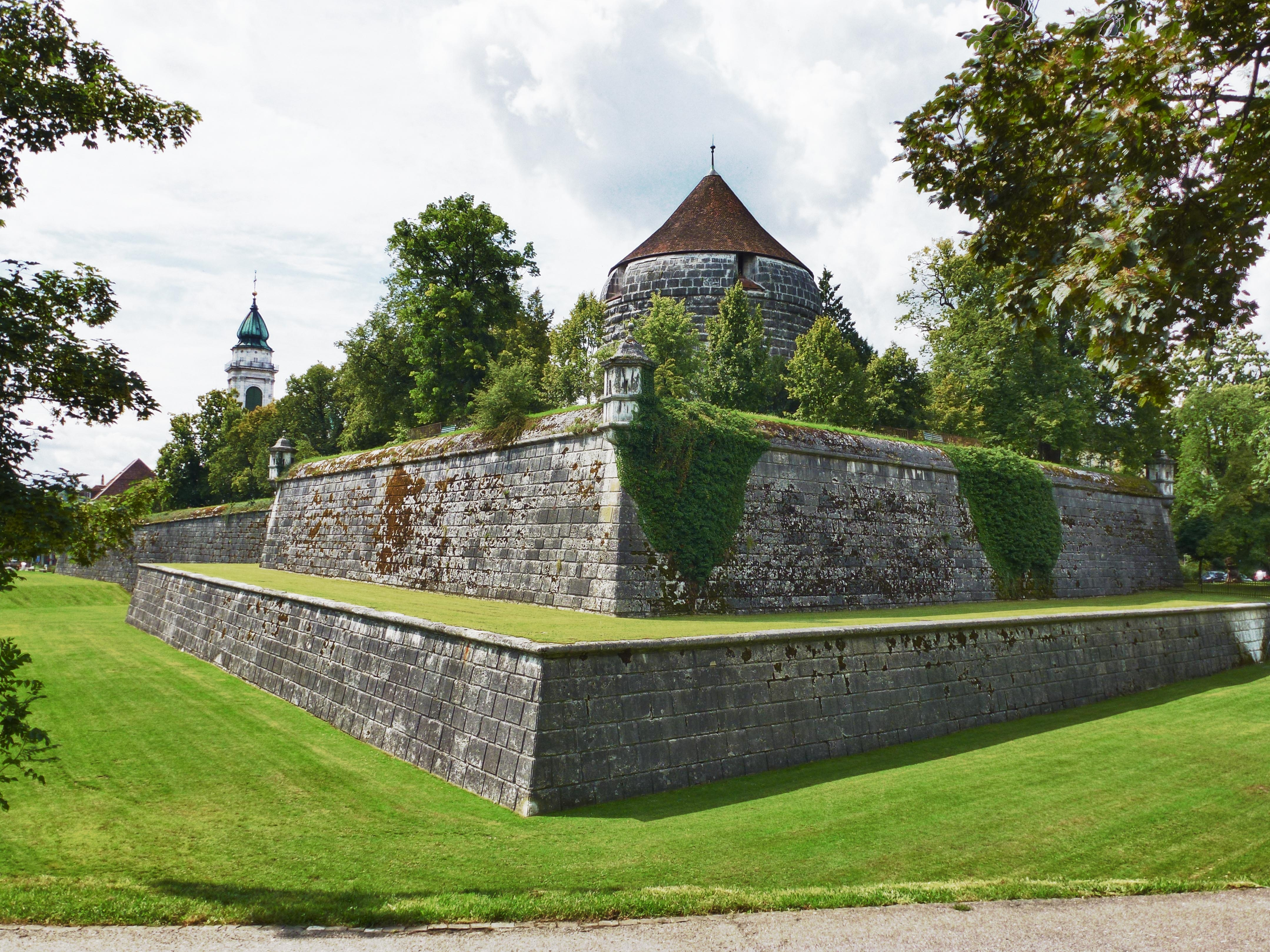
A várárok északi része a Riedholz toronnyal
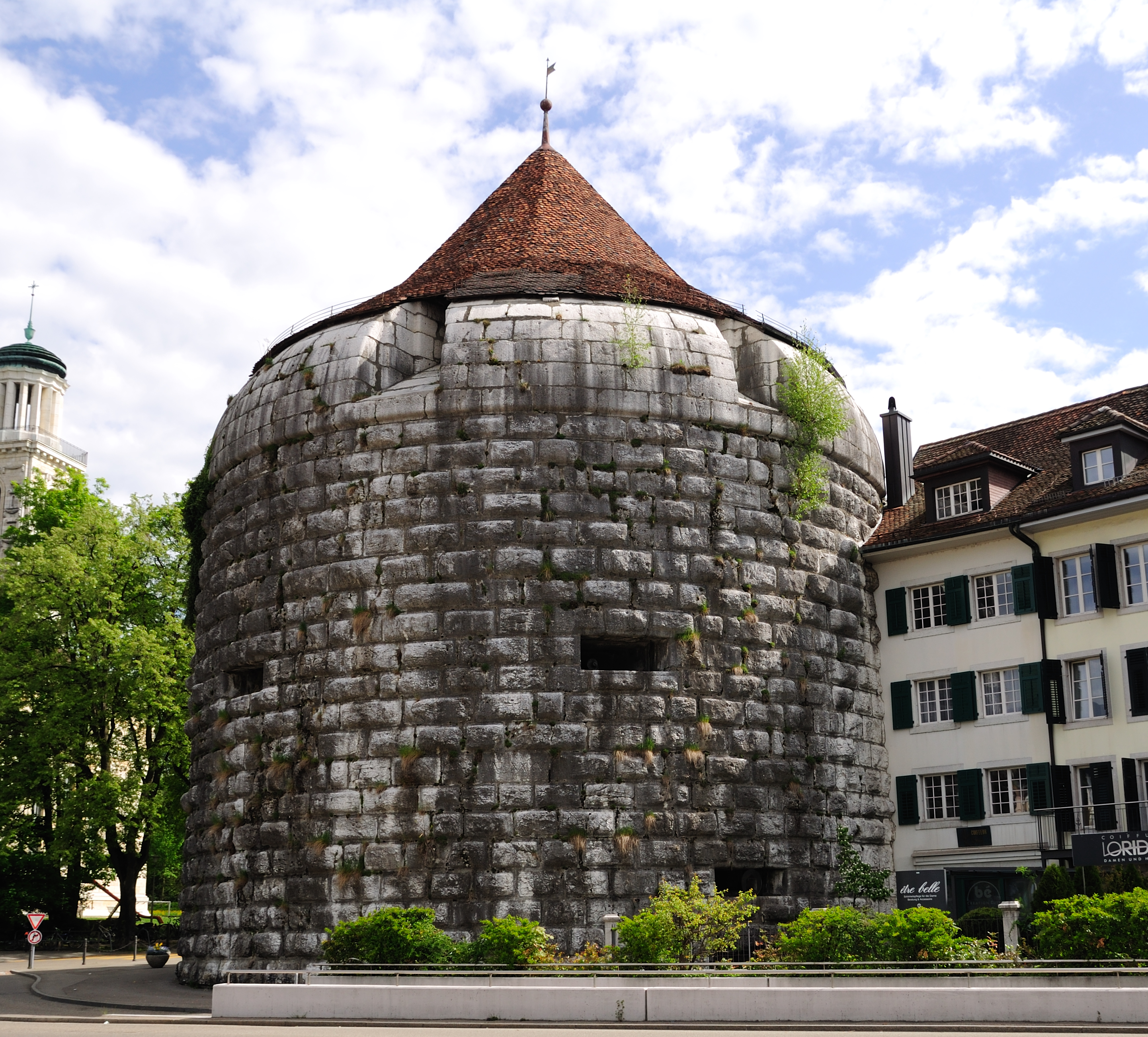
A Burris torony
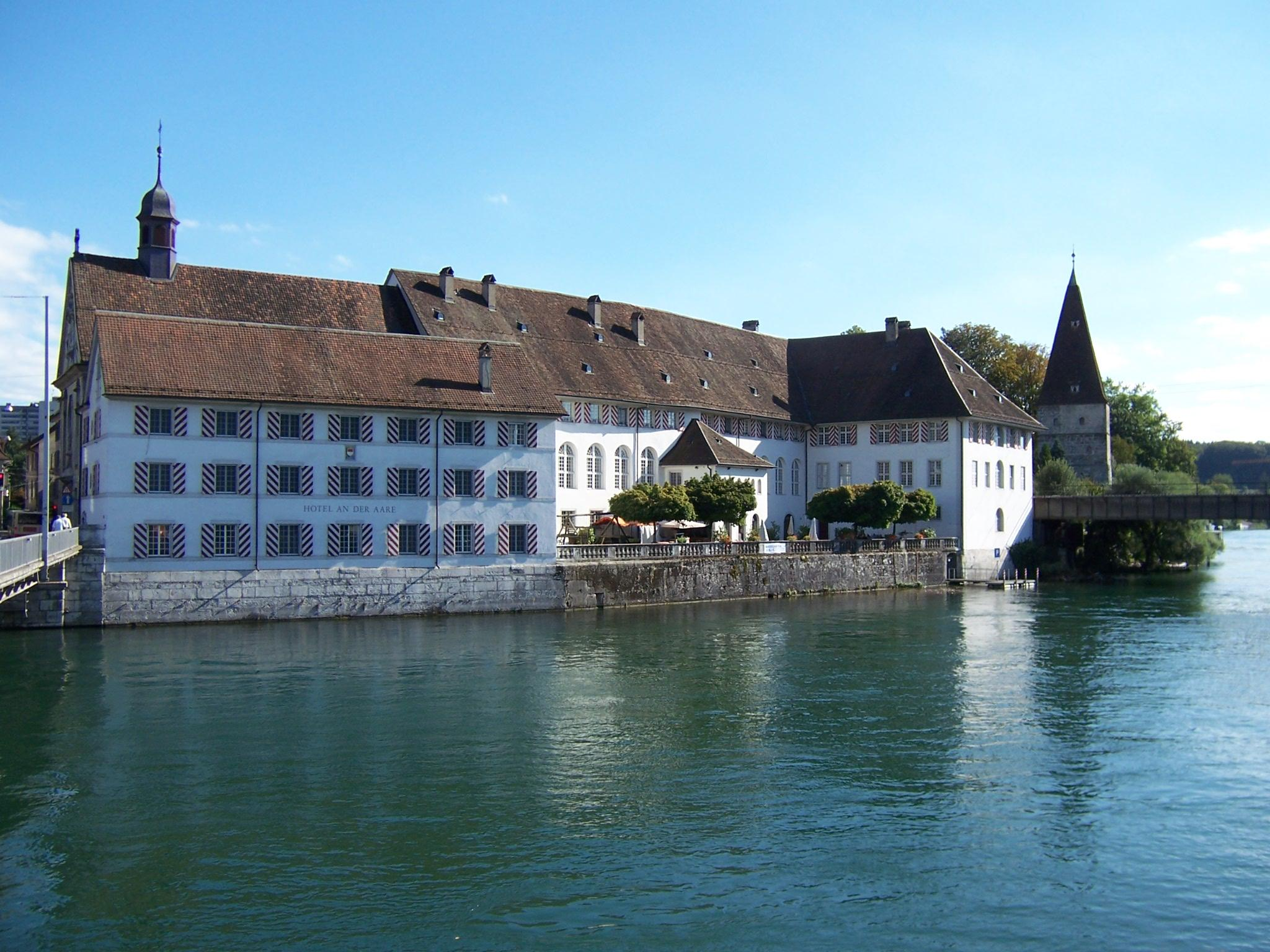
Az Aare jobb partja, háttérben a Görbe toronnyal
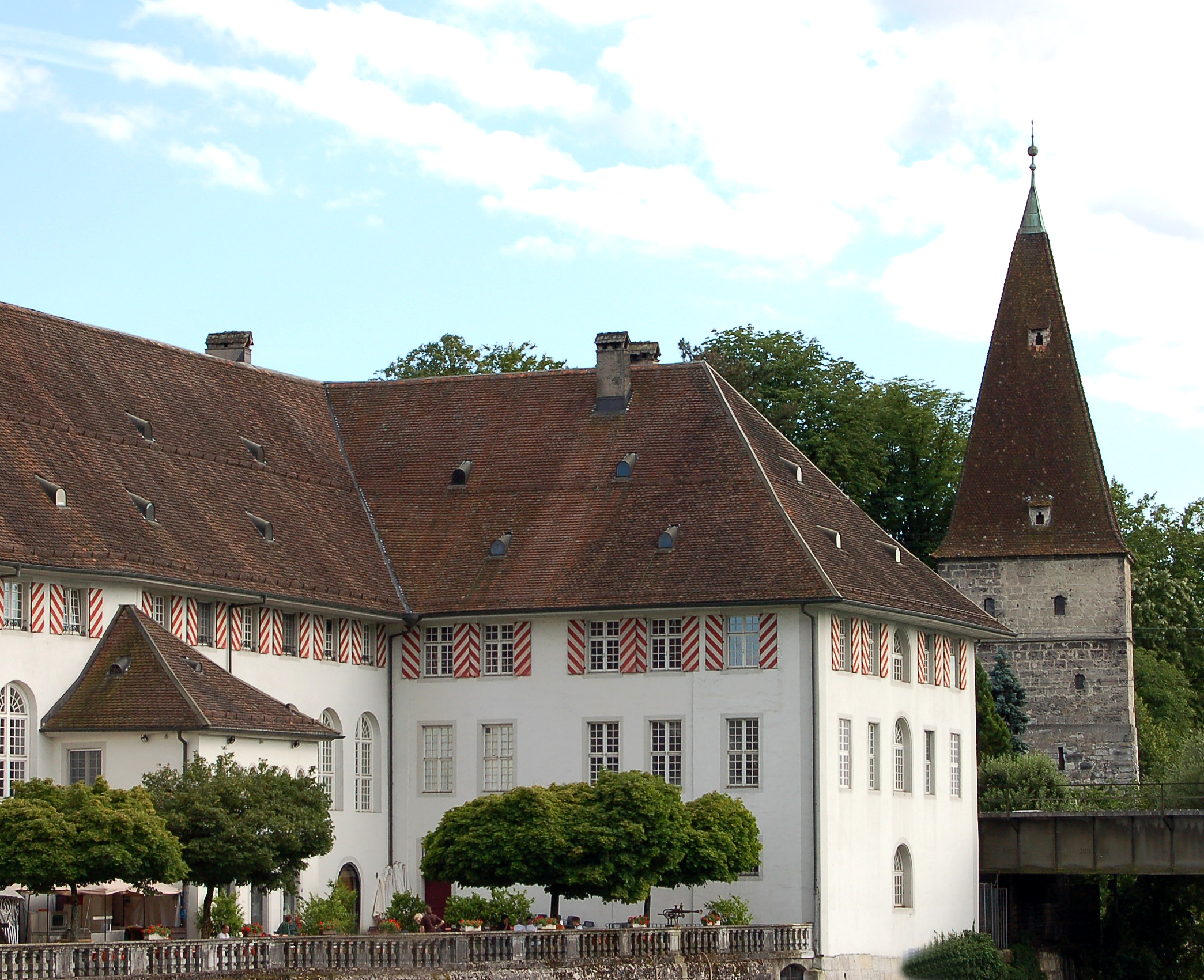
A Régi Kórház és Görbe torony (Krummturm)
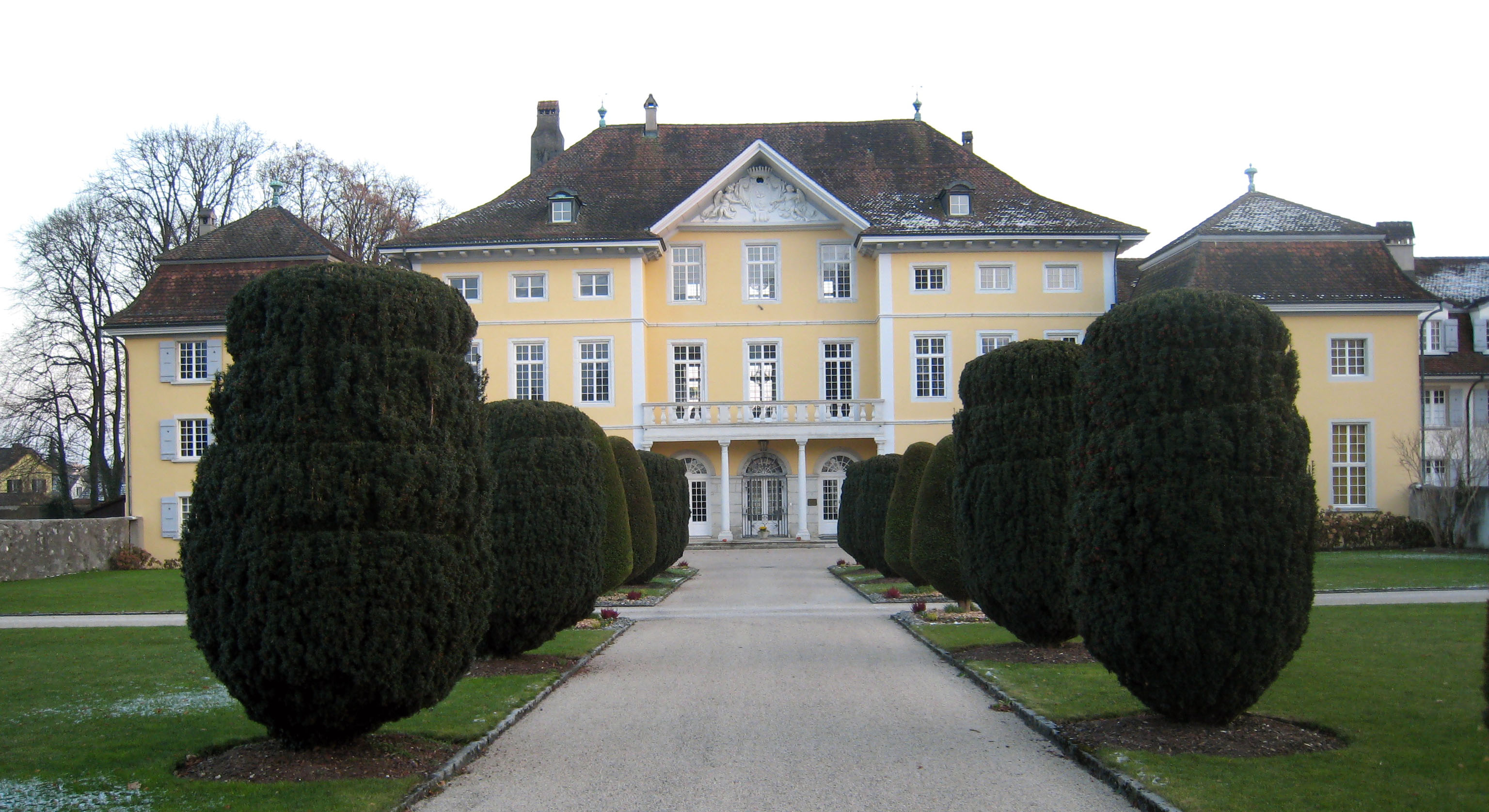
Steinbrugg kastély
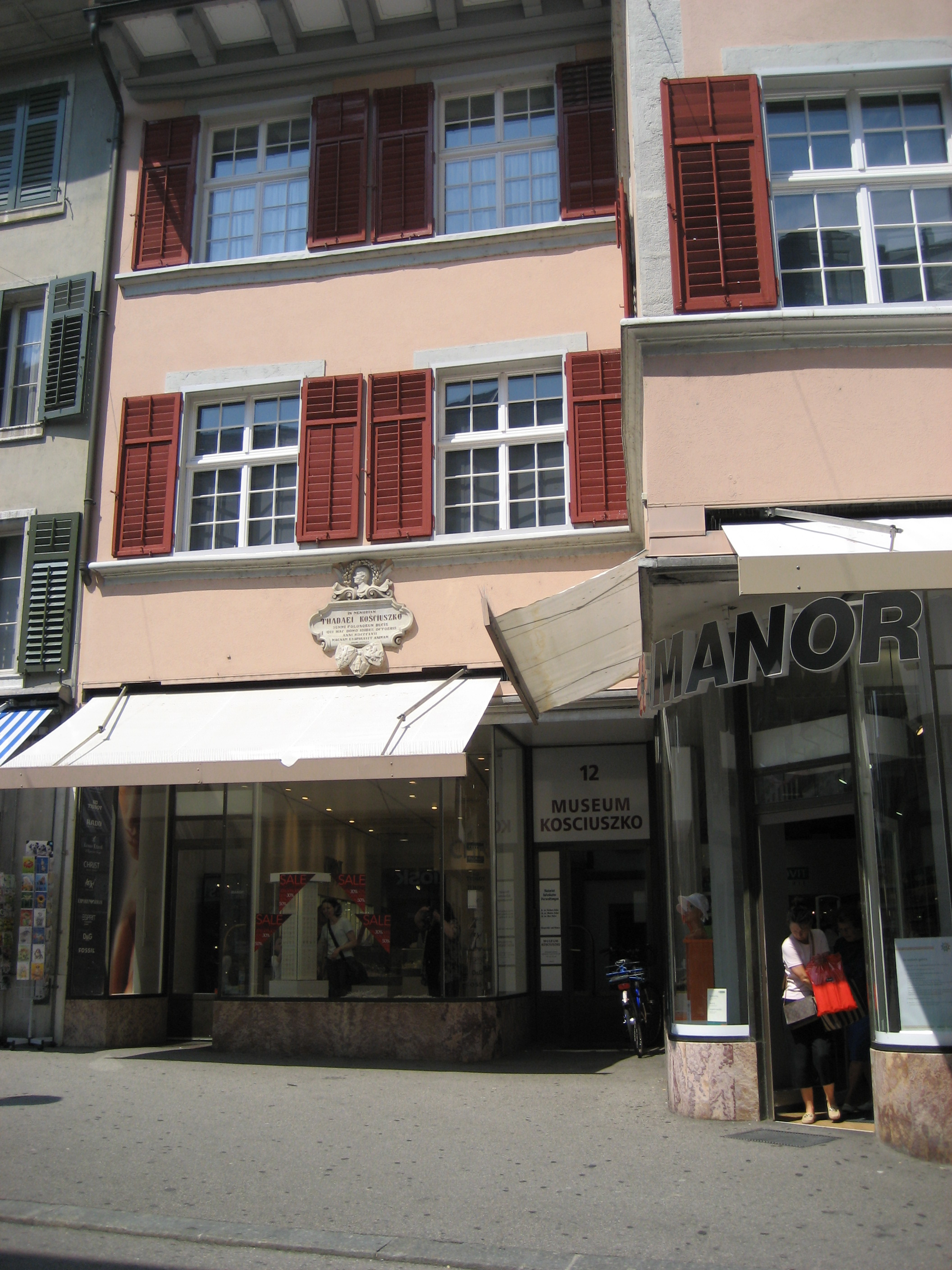
A Kosciuszko Múzeum épülete
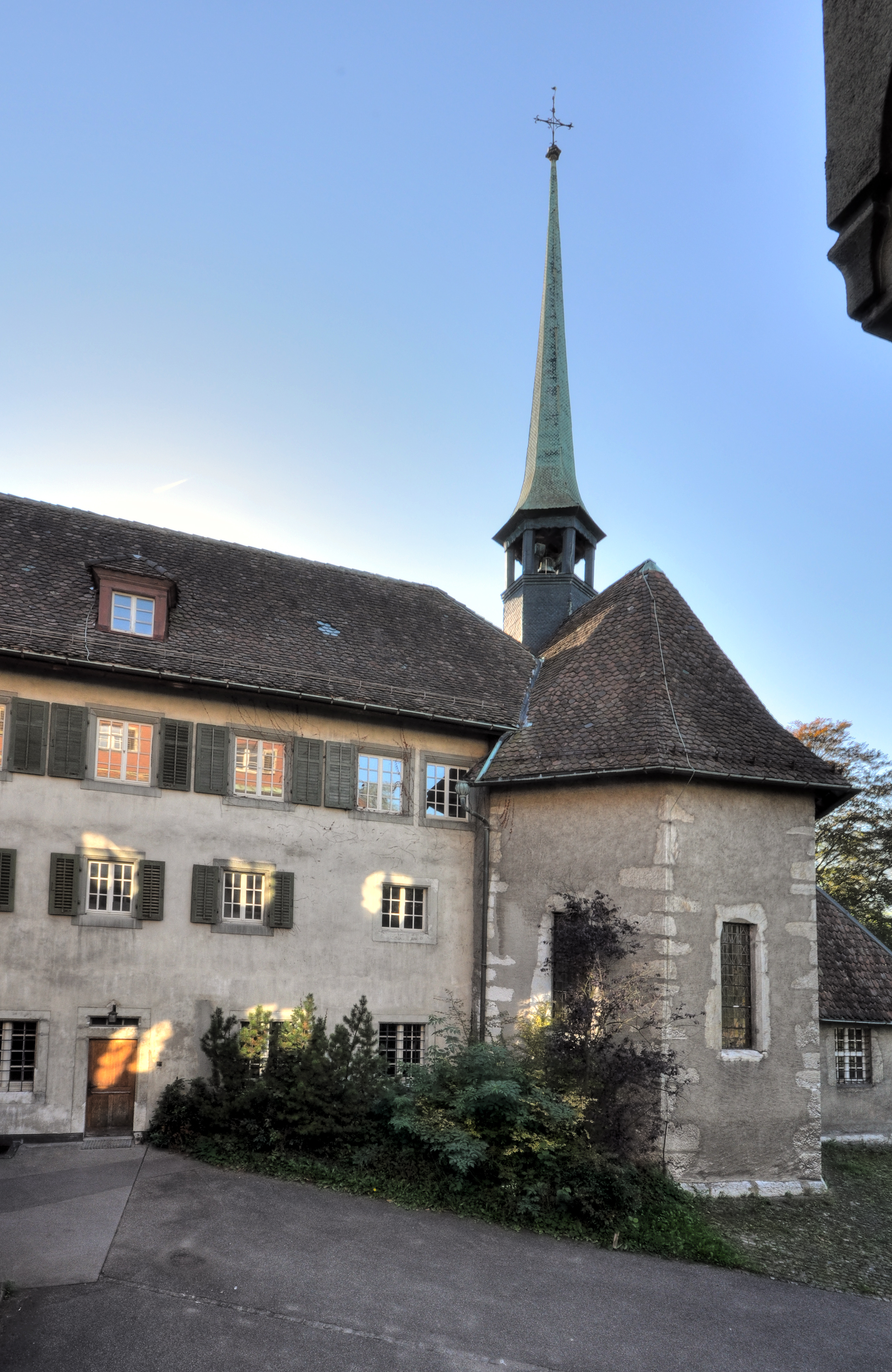
A kapucinus kolostor
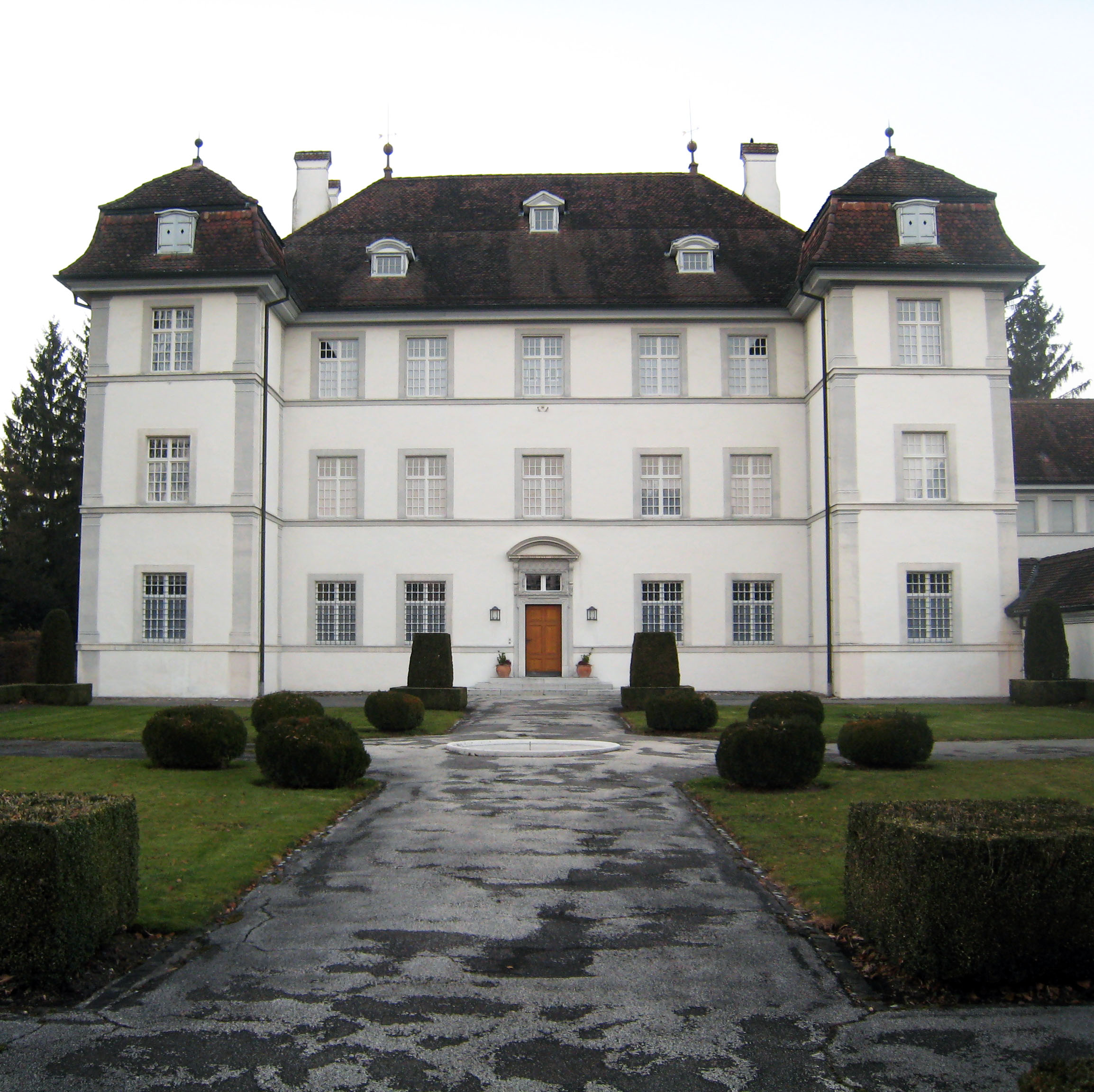
A Haller-ház. A Solothurnban székelő bázeli püspök lakhelye
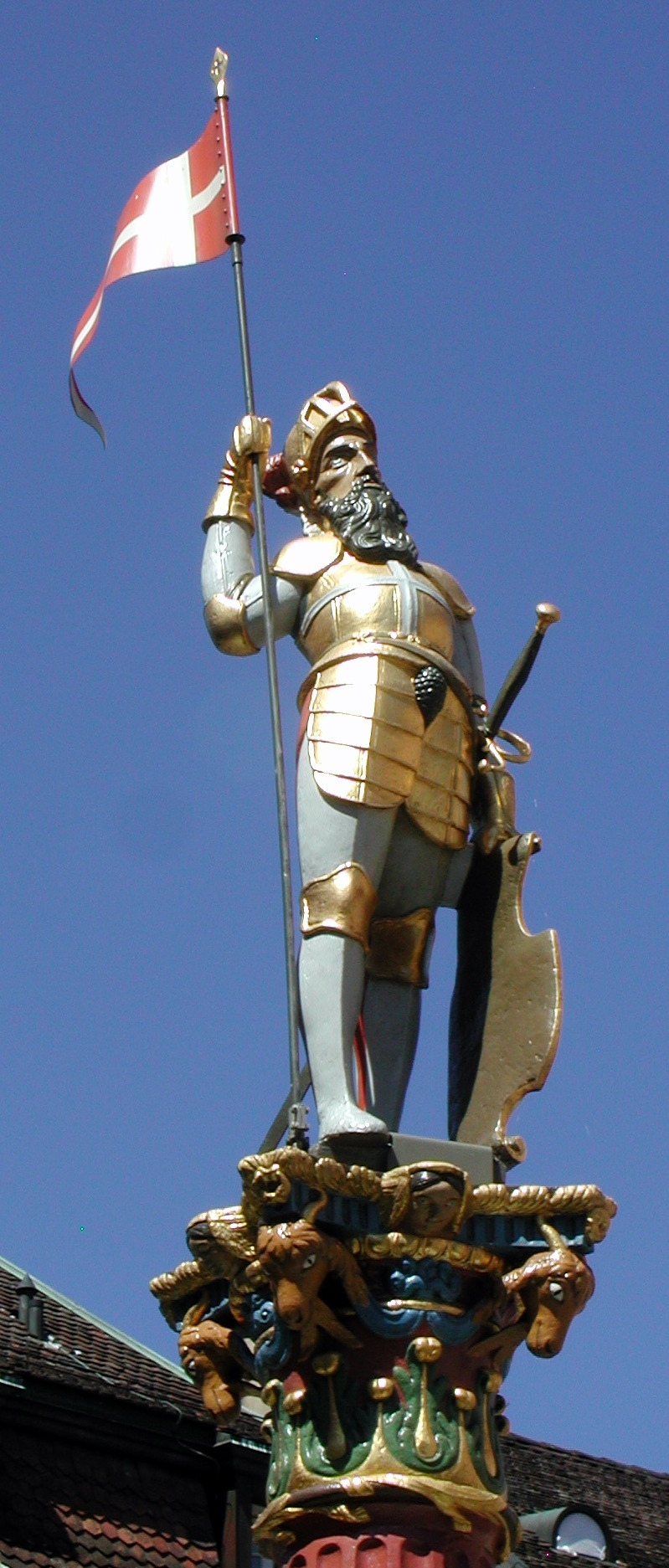
Zászlóvivő-kút vagy Halas-kút (korábban Szent Ursus-kút), Szent Ursus alakjával
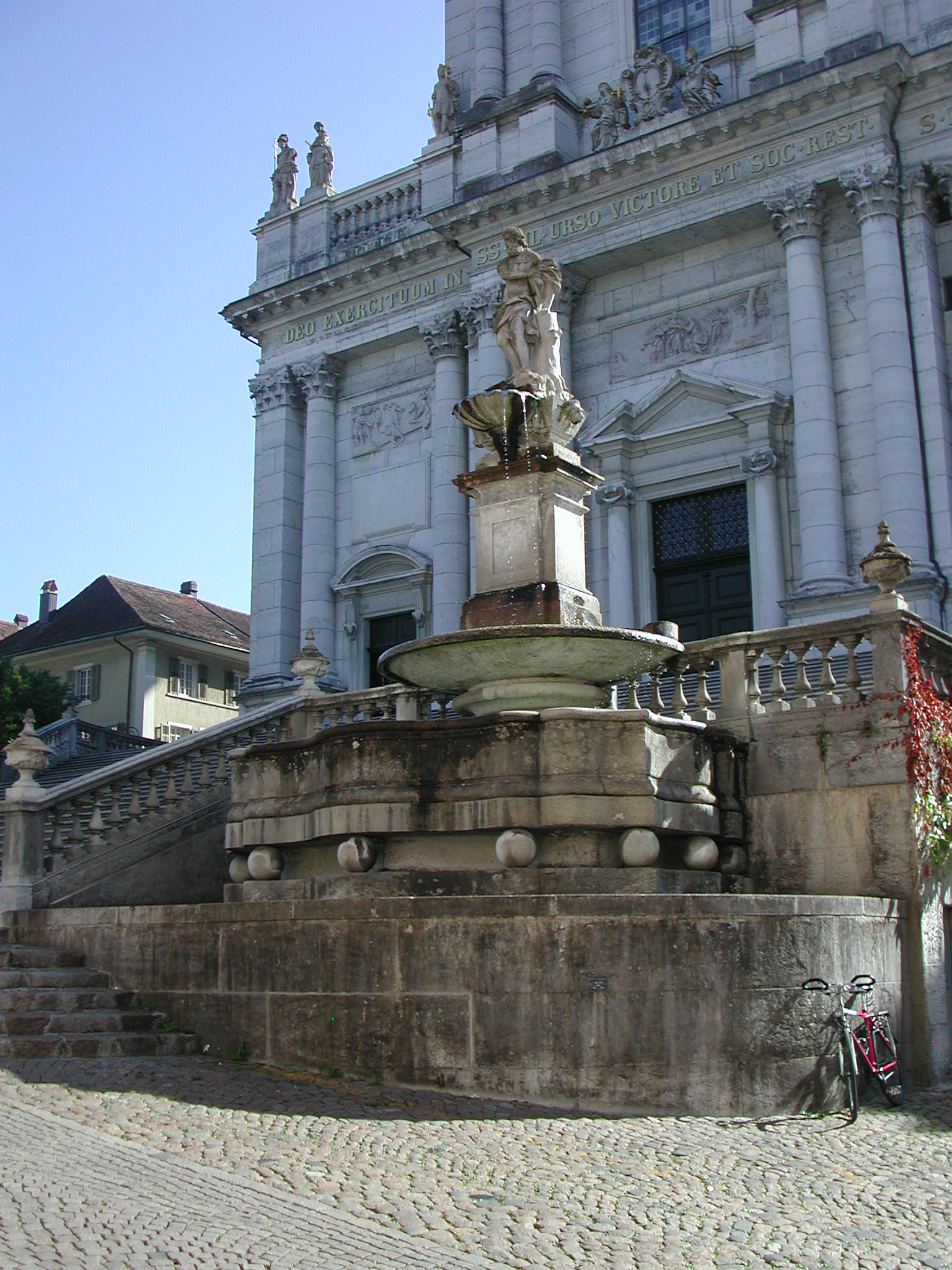
Gedeon-kút
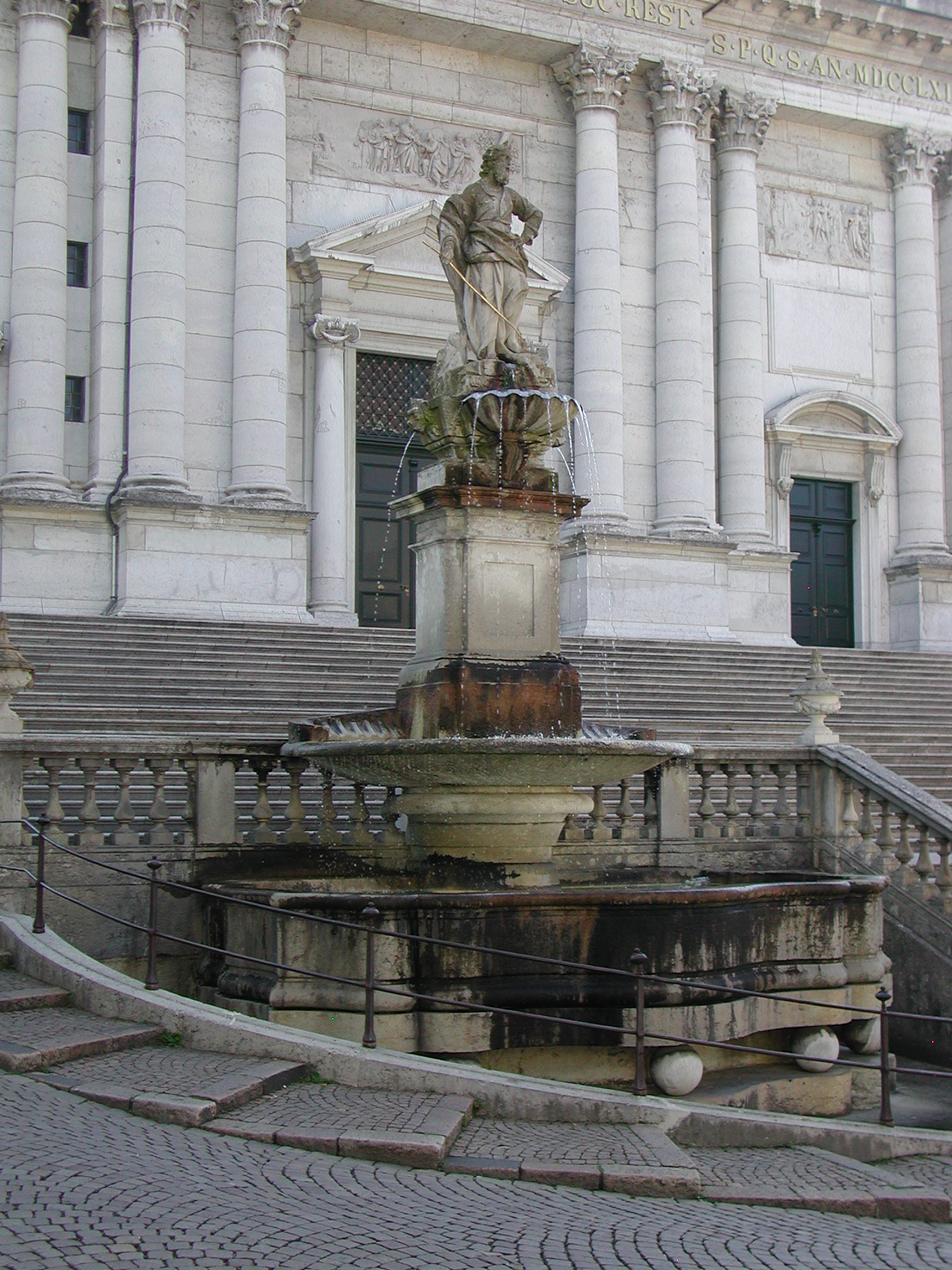
Mózes-kút
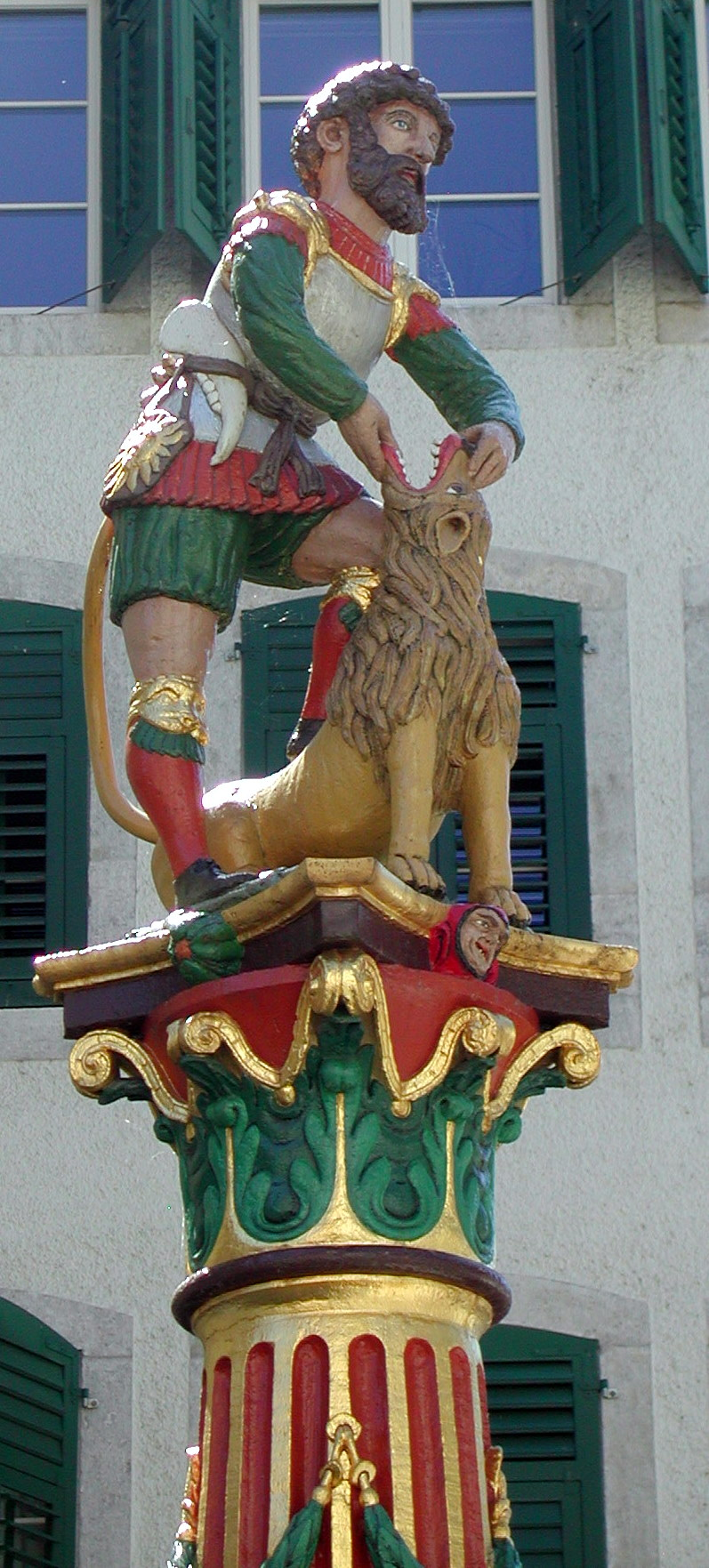
Sámson-kút
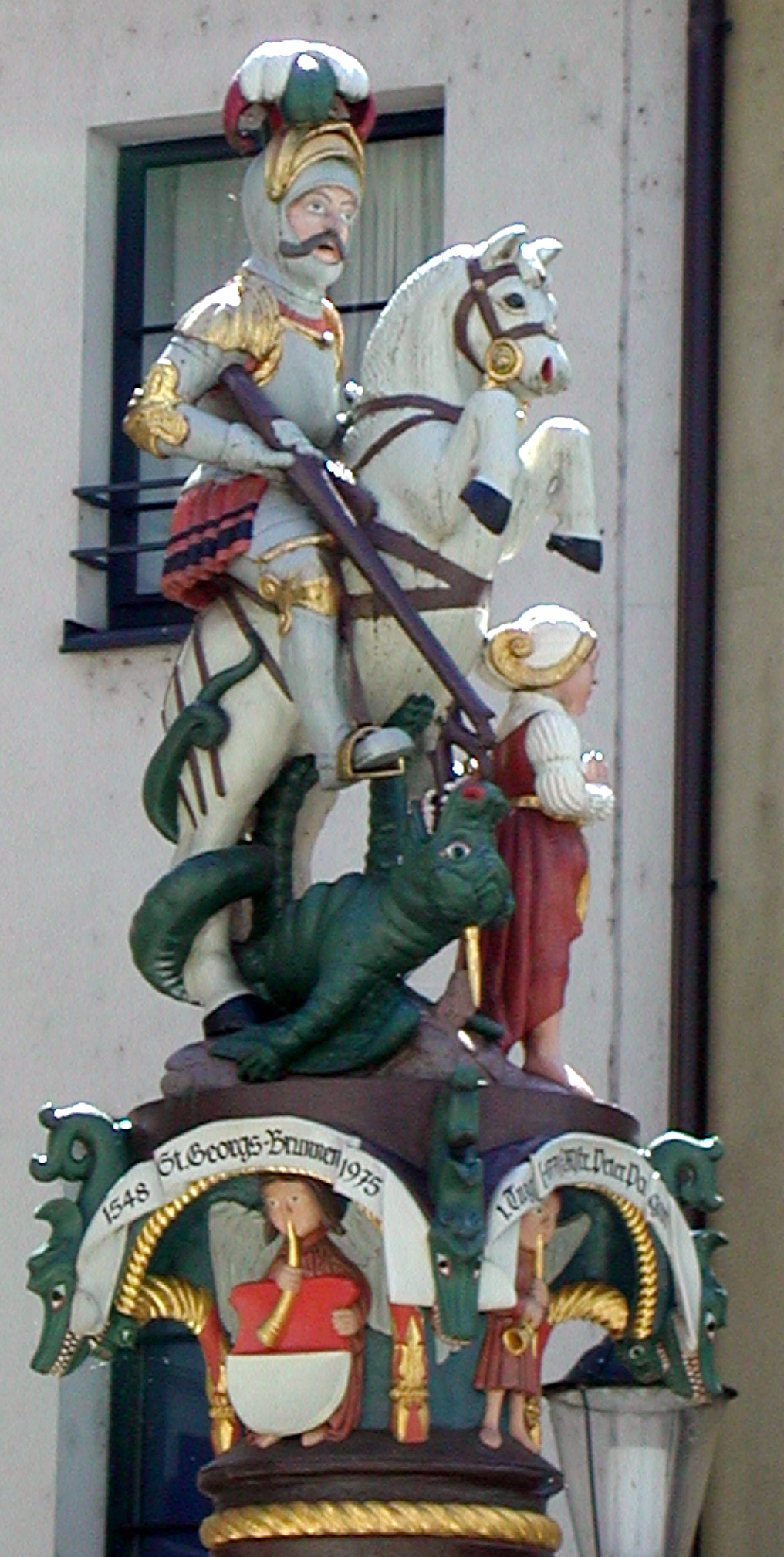
Szent György-kút
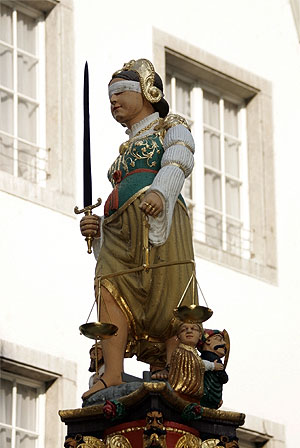
Az Igazság-kút, Justitia szobrával
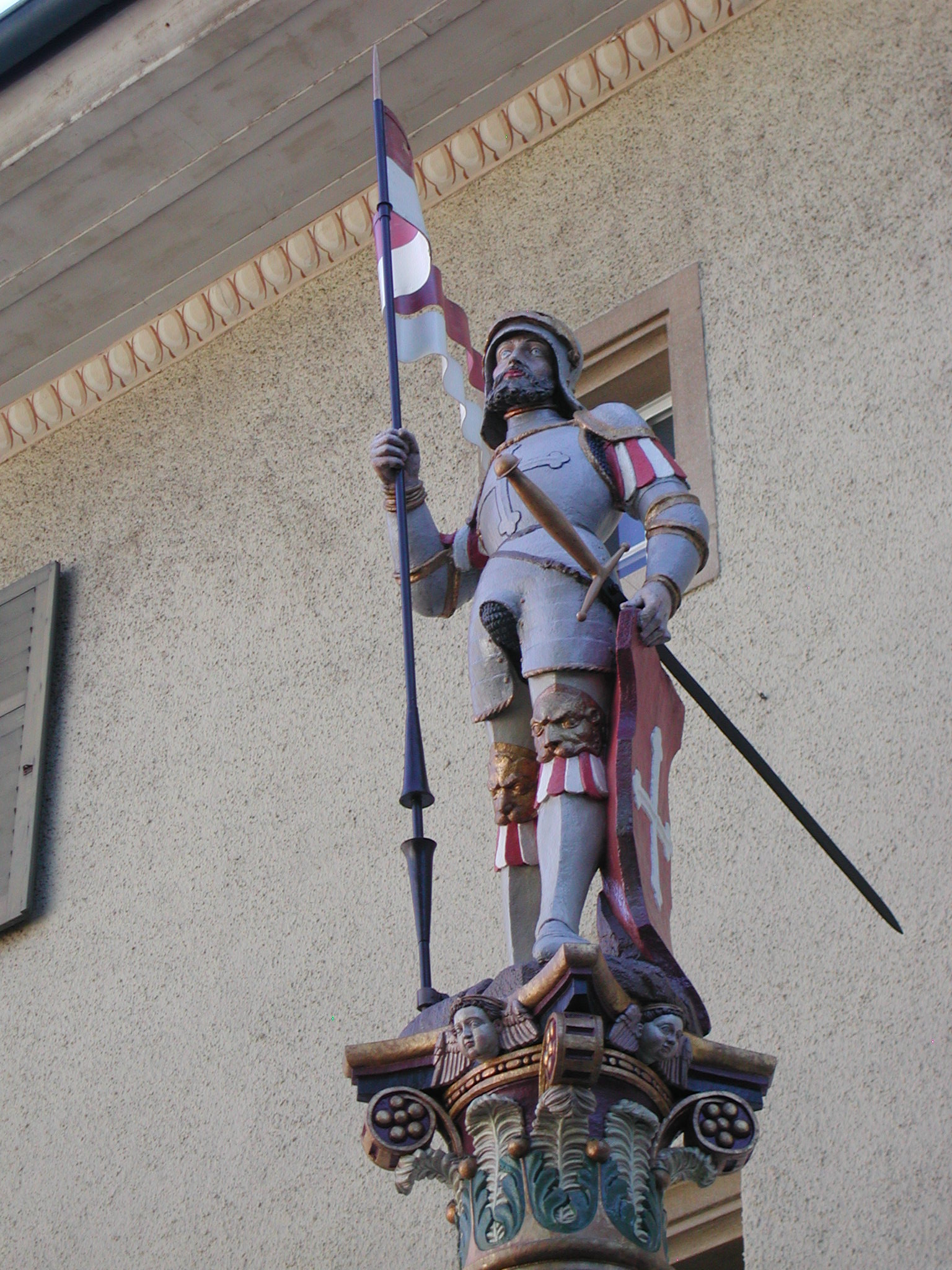
Szent Mór ábrázolása a róla elnevezett kúton (Mauritiusbrunnen)
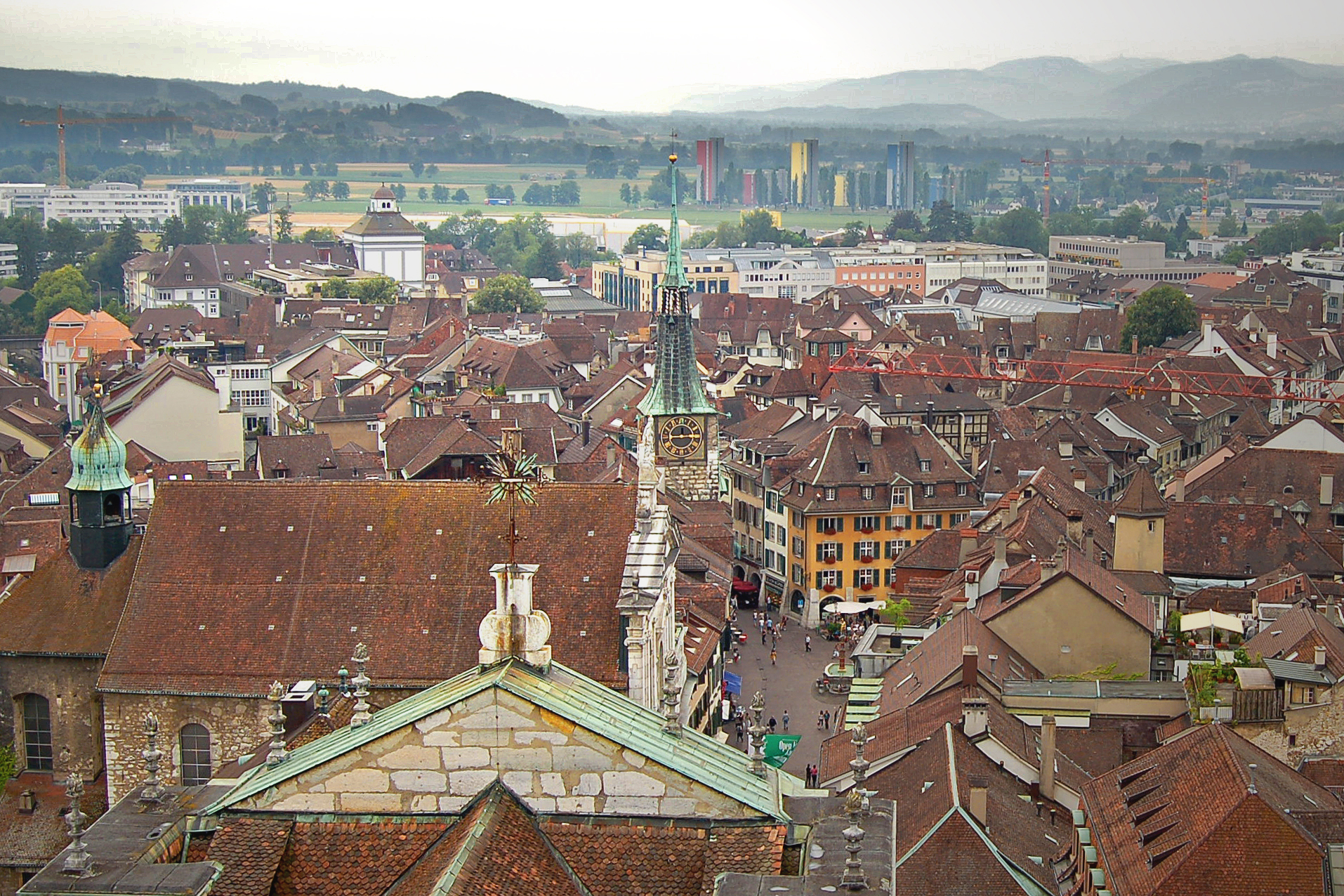
Nyugati panoráma
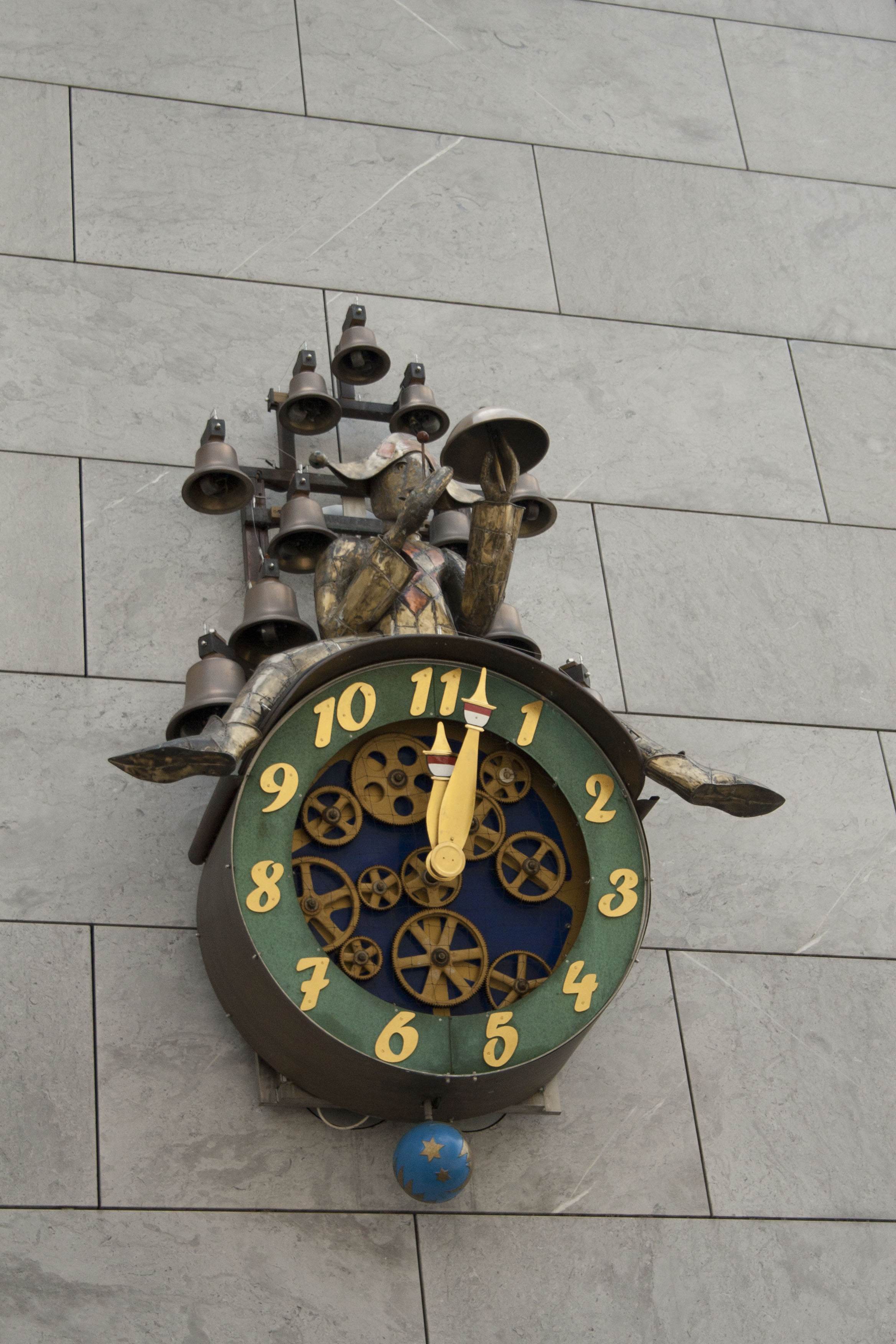
A csak 11 órát mutató „Solothurni óra”

## Fordítás
Ez a szócikk részben vagy egészben  a   Solothurn című német Wikipédia-szócikk ezen változatának fordításán alapul.  Az eredeti cikk szerkesztőit annak laptörténete sorolja fel. Ez a jelzés csupán a megfogalmazás eredetét és a szerzői jogokat jelzi, nem szolgál a cikkben szereplő információk forrásmegjelöléseként.